# ニッポン放送ショウアップナイター
『ニッポン放送ショウアップナイター』（ニッポンほうそうショウアップナイター、Nippon Broadcasting System Show Up Nighter）は、ニッポン放送が放送しているプロ野球ナイトゲーム中継番組。月 - 金曜はNRN全国中継を担当し、日本の民放ラジオ局で唯一プロ野球全12球団のホームゲームの中継の放送が可能である。

## 概要
かつてニッポン放送では『ニッポン放送 ○曜日ナイター』の名称で放送し、1964年度は土・日曜日、1965年度は火・水・木曜に放送していた。NRN（全国ラジオネットワーク）完成の翌年、1966年から試合がない日を除いた全曜日で『ニッポン放送 ショウアップナイター』の名称で全国放送を開始。

開幕戦などの改編期以前の試合、または日本シリーズなどの改編期以後の試合、その他デーゲームやワールド・ベースボール・クラシックなど、午前中や昼間に行われる試合の中継、中継予定がなくなり急遽穴埋めの番組が設定されたときや後述のドラフト会議などプロ野球に関連する特別編成の際でも、ニッポン放送では「ショウアップナイタースペシャル (Show Up Nighter Special)」の名称で放送される。
放送内容は平日はNRNナイターをそのまま放送する場合と、別途に制作したナイターを自社単独放送する場合とがある。聴取率週間などは後者のケースが多く、2000年代あたりはそれ以外でも後者のケースが多い。NRNナイターの制作を担当しない土曜・日曜は関東地区以外で開催する試合も自社制作だが、関西地区の試合はMBSラジオの制作による「MBSベースボールパーク」のネットを受けることがある。関東地区での開催を除いた阪神戦ビジターゲームの一部は、MBSの自社制作分をネット受けする場合がある。
ニッポン放送は関東のローカル局でもあるため、本社を置く東京が保護地域の地元球団読売ジャイアンツ（巨人）の公式戦が看板カードとなっている。

しかし巨人の親会社読売新聞社と在京ラジオ4局をめぐる巨人戦中継問題が勃発した1978年（昭和53年）から1992年（平成4年）までは巨人主催ゲーム（後楽園球場→東京ドーム他）が放送出来なかった。この対応として1979年（昭和54年）シーズンから、東京都を保護地域とし神宮球場などで行われるヤクルトスワローズ→東京ヤクルトスワローズと、横浜スタジアムなどで行われる横浜大洋ホエールズ→横浜ベイスターズの主催ゲームのラジオ独占放送権を得た。スワローズの前身であるサンケイアトムズ末期の1970年、産経新聞社は球団経営から撤退したが、ヤクルトは「引き続きフジサンケイグループが球団を後援する事」を条件に経営を引き受けたため関係は深く、フジサンケイグループの一角を担うニッポン放送も同様である。読売新聞社の姿勢変化に伴い1993年（平成5年）に巨人主催試合の放送が再開された後は、在京のAM3局中唯一巨人の全公式戦を放送出来ることが武器となり、他局とのコンテンツ競争で圧倒的な優位に立った。その後、横浜主催ゲームは2002年に球団の経営権が東京放送（現:TBSホールディングス）に移り独占が解消された。巨人戦の放送権料や、TBSラジオ・RFラジオ日本との兼ね合い（TBSラジオがRFラジオ日本経由の放送権購入に戻り、水 - 金曜の巨人主催ヤクルト・横浜戦がニッポン放送優先となった1995 - 96年など）の関係から巨人戦（主に対中日・阪神・広島）を第1予備としてヤクルト戦（2001年までは横浜戦も）を優先した年度もあるが、あくまでメインカードはグループの関係性やホーム・ビジターに関わらず巨人戦最優先である（東京が保護地域と言う観点ではヤクルトも同様だが地方局配慮も含まれている）。しかし、東京ヤクルトスワローズ主催試合の独占中継権を未だ手放していない関係で、ヤクルト戦は巨人戦と被らない時間帯を中心に2024年（令和6年）現在でも放送されているほか、2020年代以降も唯一巨人の全公式戦を放送出来る体制を維持している
2017年限りでTBSラジオ・JRNがネットワークとしてのナイター中継を廃止したが、平日NRNナイターは引き続き全国中継の体制がとられている。しかし、NRNナイターも曜日によりネット局数が大きく減少している。

RFラジオ日本が2015年以後デーゲーム中継の録音放送を行わなくなったのと、2020年代以降巨人戦の放送が激減し、特に関東勢同士の対戦を中心に巨人戦のラジオ中継が当番組（-NRN）のみとなるか、週末のカードであればラジオ中継自体が全く行われないデーゲームが存在することにもなった。
アナウンサーと解説者の中にはほとんどメインカードを担当しない人物がいる。それらの人物はニッポン放送が他局向けに制作する放送（いわゆる裏送り）を担当し、ショウアップナイターで実況が流れるのはメインカードが中止になった場合のみということもある。
事前番組「ショウアップナイタープレイボール」では大リーグ情報にも力を入れている。
試合が早く終わった場合は、『ショウアップナイターハイライト』を拡大する形で予備カードを途中から放送する場合がある（地方局ではニッポン放送から定刻の21時まで裏送り番組を放送）。
2016年まで、中継予定カードの担当解説者・実況アナウンサーは、公式サイト上では公式戦開催日は日中の時間帯（大体正午〜中継カード開始10分前程度）のみ、予備日の場合は常時、直近1週間の予定を公開していた。試合開始直前のスターティングメンバー掲載以降は試合情報が優先となり、これらは消されてしまうため確認不可。ニッポン放送携帯サイトの「ニッポン放送スポーツ」に有料会員登録した場合は、「プロ野球試合速報」の「スケジュール」ページにて1か月分の担当解説者・実況アナウンサーを公式サイトとは異なり縛りがなく、常時確認することが出来る。更に、MBSベースボールパークの放送予定のページでは、阪神戦が屋外球場での開催において、本番カードの他に裏送りや予備カードの担当解説者・実況アナウンサーもある程度確認することが出来る。同じく関西地区で金曜日のネット受けとなるABCラジオのホームページでも、週間番組表にて予備カードの解説・実況アナウンサーを掲載している。そのほか、2023年までは水曜から金曜、24年からは金曜にネット受けしている南日本放送が、ホームページならびにradikoの週間番組表にて屋内球場よりも下位の試合も含めた予備順位を掲載している。
2016年までニッポン放送内にあった公式サイトのヘッダー部分に表示されていた野球場は、ニッポン放送、フジテレビと縁のある東京ヤクルトスワローズの本拠地明治神宮野球場ではなく、横浜DeNAベイスターズの本拠地の横浜スタジアムである。これはニッポン放送が以前保有していた球団株がヤクルト球団ではなく横浜ベイスターズだったためである（ニッポン放送が保有していた横浜DeNAの球団株は、一時期フジ・メディア・ホールディングスに移動していたものの2016年までに全株式を親会社であるディー・エヌ・エーに売却している）。
2017年から株式会社フロムワンが運営する『BASEBALL KING』と提携し、解説陣の発言が記事になったり、公式サイトもそちらに移行された。中継予定カードの担当解説者・実況アナウンサーについても、概ね2週間後まで常時記載されるようになった。
2020年度は新型コロナウイルスによる影響でペナントレース開幕が延期となったため、ナイターオフシーズンに放送してきた『ザ・フォーカス』の延長や、『オールナイトニッポンPremium』の特番を放送するなどして対応した。その後、内閣の全国緊急事態宣言解除後の都道府県を跨いだ移動制限解除に伴い、NPBがプロ野球ペナントレース開幕日が改めて同年6月19日に設定され、同日より『ショウアップナイター』を正式スタートさせた。
2023年度は、乃木坂46の久保史緒里が番組史上初となる公式応援マネージャーに就任。

## 特徴
- 特色として、
  - CM明けにアナウンサーが現在の時刻を伝える。
  - 両チームのスターティングメンバーをフルネームで発表する。東京ヤクルトスワローズで内野手として長らく活躍した宮本慎也は、1995年の入団時点で投手として在籍していた宮本賢治が現場を離れてからも、同球団で他に「宮本」姓の選手がいなかったにもかかわらず2013年に現役を引退するまでフルネームで呼んでいた。
  - アナウンサーの『全国のプロ野球ファンの皆様』『野球好きの皆様』『修学旅行生のお客様』『スタンドのお客様』、というような言い回しをする。
  - 間合いとタイミングを重視し、打球音・捕球音を聞かせるために投球した瞬間に「投げた」・打った瞬間に「打った」・ボールがスタンドに入った瞬間に「ホームラン」と言うこととし、投球から打撃までのあいだに間を作って実況のリズムを作ることを徹底している[1][11]。
  - 投球ごとに、攻撃回数・攻撃側のチーム名・現在の出塁状況・点数、ピッチャー・バッターの名前を言う[12]。
  - NRN独占カードである東京ヤクルトスワローズの主催試合を放送し、文化放送が放送しない場合、実況アナウンサーが「ラジオ独占中継」とコメントすることが多い。地方局への裏送りの場合もコメントすることがある（特に競合局がJRNのため中継できず、独占放送となる東海ラジオおよびKBC向けの裏送りの場合。ヤクルト対中日の東海ラジオ向け裏送りの場合「東海地区ラジオ独占中継」など）。
  - ヒットなどによる得点時やホームランが出た際、それぞれ異なるジングルが流れる。番組開始当初から1980年代後半まで使用されていたファンファーレは、現在ニッポン放送モバイルからダウンロード可能。一時期、得点が入った球団の球団歌をアレンジしたものが流されていた（本塁打用とそれ以外の得点時用があり、本塁打用の曲の方が長い）が、現在は12球団共通の音楽使用に戻っている。かつては1976年まで「プレーボール」と「ゲームセット」のジングルが存在しており、1978年は通常の得点・本塁打ジングルの他に、同点&逆転得点や同本塁打用のジングルも流れたが、1年で止めてしまった。本塁打用の曲は「ホームランプレゼント」の当選者発表の時にも流される。2017年度 - 2019年度はジングルの使用が見送られていたが、2020年度は再びジングルの使用が再開する事になった。
  - 公式サイト上には名前が掲載されない裏送り中継のみ担当の解説者を必ず1名以上置いている（フジテレビONE『プロ野球ニュース』での解説も兼ねるため）。
- 中継中に他球場で行われている試合が得点などで動いた場合は、チャイムが鳴り、実況アナウンサーが「ニッポン放送ナイター（メジャーリーグ情報、デーゲーム）速報」という前振りで速報を随時伝える（ニッポン放送で中継されない裏送りの場合は「ネット受け局（呼称はSTVラジオ、TBC、東海ラジオ、KBCなど）ナイター速報」[13]だが、RCC向けの場合は基本的に同局の方針により「RCCプロ野球速報」と称している。ただし、アナウンサーによっては「RCCナイター速報」と称する場合がある[14]）[15]。なお、2024年からは、STVラジオと九州朝日放送を除き「（放送局名・略称）プロ野球速報」とアナウンスする。
  - 現在の速報チャイムは、1992年のAMステレオ放送開始時にニッポン放送がステレオバージョンで作り直した2代目のものを使用している。AMステレオ放送やradiko・ワイドFM放送で聴取の場合、最初の音が左チャンネルから、その後の音は右チャンネルから流れる。現在は全国のNRNナイター制作局でも使用されている[16]。
  - このチャイムはニッポン放送では実況席に置かれた効果音ポン出し装置から、実況アナウンサーの操作で流される[17]。この装置はニッポン放送のサッカー（『Jリーグスーパースタジアム』→『JリーグRADIO』）・中央競馬中継（『競馬ニッポン』→『日曜のへそ第2部』）でも使用されている[18]。一方、STVラジオはスマートフォンに組み込んで画面をタッチする方式に変更している[19]。
  - ただし、2011年のシーズンは開幕から諸事情により速報チャイムの使用が停止されており、ダイレクトに実況アナウンサーが「ニッポン放送ナイター速報」と始めるパターンになっていたが、6月11日の中継からチャイムの使用を再開した[20]。
  - TBSラジオがDeNA主催試合のJRN系列局への裏送りを除いて野球中継から撤退した2018年より、系列の垣根を越えてRKB毎日放送・北海道放送への巨人・DeNA主催を除く関東圏での開催試合の中継の裏送りを土・日曜にニッポン放送が、火 - 金曜に文化放送が行うことになったが（月曜はどちらがJRN・NRN向けを担当するかその時により異なる。CBCラジオ向けは2021年から実施）、RKBへの裏送りではJRNの速報チャイムを使用した。文化放送もRKBへの裏送りと自社とJRN系列局の局間ネット時の一部に（ニッポン放送・文化放送ともHBC・CBCへの裏送りではCBC・HBC・RBC・JRN系列局向け中継のTBC・SBSと共通の独自のチャイムを使用。2021年時点ではCBC向けはニッポン放送のみ実例あり）、RFラジオ日本では2016年のTBSラジオとの提携以降JRN標準チャイムを使用しているため、結果的にJRNのチャイムを在京4局すべてが使うことになった。またMBSラジオ向けでは、土曜・日曜の試合やネット持ち替え時の月曜ナイターの裏送りでニッポン放送が、2022年からは金曜のヤクルト対阪神戦の裏送りで文化放送がMBS独自のチャイムを使用することがあるため、結果としてニッポン放送・文化放送ではNRN・JRN・CBC他共通・MBSの4種類のチャイムすべてに対応することになった。その一方、ニッポン放送・文化放送とも自社での本番カードをJRN系列局にネットする場合は、NRNのチャイムをそのまま使用するか、チャイムなしのいずれかとしている。
  - 逆に2020年には、TBSラジオがJRN・NRNのクロスネット局に対するDeNA主催試合の裏送りでNRNの速報チャイムを使用した事例がある（2020年10月30日の〈金曜日〉のABC向け『DeNA vs 阪神』が最初の実例）[21]。
- 2004年のシーズンまでは、中継終了時のBGMに中継した試合で勝ったチームの応援歌を流していた（例：読売ジャイアンツが勝った場合は「闘魂こめて」、阪神タイガースが勝った場合は「阪神タイガースの歌」、中日ドラゴンズが勝った場合は「燃えよドラゴンズ」〔引き分けの場合はニッポン放送ショウアップナイターの番組テーマソング〕）。2005年以降は試合の結果に関係なく、ニッポン放送ショウアップナイターの番組テーマソングをエンディングBGMに使用している[22]。
- ニッポン放送の番組の合間のスポットCMでは、中継カードの紹介ではなく、スポンサーの一部をクレジット形式で紹介するもの（「○○、××、△△他の提供でお送りする…」）が主に放送されている。
- 1970年代 - 1980年代頃のジングルには、女声コーラスによる「がんばれがんばれ、○○（○○は攻撃中のチームの愛称）〜♪」という歌で終わるBGMの入った物が存在した（2004年の開局50周年記念番組「ニッポン放送開局記念日スペシャル 笑顔が一番!あなたと一緒に50年」で、同時期のホームランのテーマ曲とともに一部音源〔ジャイアンツ・オリオンズ〕が紹介された）。
- フレッシュオールスターゲーム中継では、以前はイースタン・リーグ攻撃時にはニッポン放送、ウエスタン・リーグ攻撃時には毎日放送もしくは朝日放送の若手アナウンサーが実況を担当していたが、2009年からNRN各局の若手アナウンサーを中心にリレー形式で実況をする体制をとっている。1回と9回はホスト局の中堅もしくはベテランのアナウンサーが実況し、残り7イニングはNRNナイター担当7局（ニッポン放送を除く6局は下記参照）の若手アナウンサーがそれぞれ1イニングずつの実況と担当チームのリポートを行う[23][24]。
- ニッポン放送では関西地区の中継担当局の呼称を、朝日放送→ABCラジオの場合は「ABC朝日放送」、毎日放送→MBSラジオの場合は「大阪MBS（ラジオ）」としている（実況アナウンサーにより多少の違いはある）。
- NRNナイターとして全国ネットされる場合はネット局での放送開始時刻および中継音声への切り替え時刻が異なるため、18時30分までの複数回、切り替え時刻に解説者・アナウンサーがコメントをやめて場内音→飛び乗り配慮のコメント（それまでの試合概要など）をしている（これはJRN・NRNナイター全国ネット共通）。
  - 2014年度から飛び乗り配慮のために飛び乗り時刻を見越してCMを挿入している。
  - 徐々にナイター中継の放送曜日や放送時間の縮小が相次いでいることから現在は飛び乗り時間がさらに細かくなっており、18:03・18:18・18:23・18:28・18:33・18:48・19:03となっている。この3分前にネット局は自局出しのオープニング・提供クレジットとCMを放送し、放送開始時刻になると飛び乗る方式。これはレインコート番組でも同様である。
- 火曜から金曜は大抵がNRN全国放送であるため、「今日はニッポン放送制作で全国の皆さんにお聞きいただいております」としているが、月・土・日曜はローカル中継扱いであるため、「ニッポン放送ショウアップナイター」のタイトルを述べる。ただし土・日曜のLF-MBSネットである場合（阪神戦以外のナイターなど）や、月曜に中継していた頃ビジター側の系列局にネットした場合（その逆も含む）では「今日は、関東（東京）地区は『ニッポン放送ショウアップナイター』で、関西（大阪）地区は『MBSベースボールパーク』でそれぞれお聞きいただいております」と、個別の番組名（阪神戦中継をMBSでも放送する場合のみ「タイガース全力応援宣言 MBSベースボールパーク」）とアナウンスすることが多い。火曜日については、地元球団がない地域の地方局のほとんどで放送がないことから、関東球団同士の対戦カードにならない限り、「ニッポン放送ショウアップナイター、（関東以外の放送局）◯◯ナイター」（その逆のパターンもある）とアナウンスする場合もある。

## キャッチコピー
- 2000年代前半:どこでもスタジアム。迫力メジャー級!
- 2005年・2006年:野球、全部伝えます!
- 2007年・2008年:やっぱり、野球はおもしろい!
- 2009年:ボリュームアップ!GOGOプロ野球!（この年のキャッチである、「55&GOES ON!」にかけている）
- 2010年 - 2017年:まいにち とことんプロ野球!
  - 2016年は開始から50周年を記念して50th Anniversary! まいにち とことんプロ野球!とも言っていた。
- 2018年:ラジオナイター新時代 今こそプロ野球!
- 2019年:NO BASEBALL NO RADIO〜野球がなければ、ラジオじゃない〜[25]
- 2020年:みんなのプロ野球![26]（当初は2019年のキャッチコピーを継続使用する予定であったが、新型コロナウイルスの影響による開幕延期を経た環境の変化を受け、改めて設定された）
- 2021年:55!!(GoGo!!)みんなのプロ野球![27]（番組開始55周年を記念してフレーズを追加）
- 2022年:GoGo!! NEXTステージ! いつでも みんなのプロ野球![28]
- 2023年:NEW STEP! いつでも みんなのプロ野球[29]
- 2024年:熱（あつ）ラジ! いつでも みんなのプロ野球[30]

## テーマ曲
- 1966年 - 1974年：
- 1975年 - 1989年：Sons of the Brave（勇敢な息子のマーチ）/トーマス・ビドグッド （作曲）
- 1990年・1991年：
- 1992年：HEAVENLY SKY/崎谷健次郎（作詞・作曲・編曲・歌）
- 1993年 - 2004年：
- 2005年 - 2009年：
- 2010年・2011年：That's it やったね/吉田拓郎（同上）
- 2012年 - 2018年：Showup Nighter Anthem/KAZSIN[31]
- 2019年 - ：Showup Nighter Anthem/尾崎世界観（クリープハイプ）[32]

注目カード（スペシャルウィークやポストシーズンなど）を放送する日の「ニッポン放送交通情報」は、番宣も兼ねて「ショウアップナイター」のテーマ曲をBGMとすることがある。

## エンディングテーマ曲
- Stephen Schlaks （スティーブン スラックス）の　 Blue Dolphin （ブルー ドルフィン）

およそ1980年代から1990年前後の時期まで、野球場現場から実況を切り上げる際、切り上げ時間の約40秒前からアナウンサー実況中にバックミュージックで流れていた。
ニッポン放送ショウアップナイターが他局（SF、MBSまたはABC、RCCなど）からのネット受け時の放送でも採用。
ニッポン放送制作時のネット局（STV、TBS、SF、MBSまたはABC、RCC、KBCなど）は当然流れないが、かつて茨城放送（現在のLuckyFM茨城放送）が土日のみ「IBSショウアップナイター」の番組名でニッポン放送から個別にネット受けをしていた際には、（5回裏終了CM後の「サンケイ新聞がお送りするニッポン放送ニュース」以外）CMと同様、茨城放送にもこのバックミュージックが流れていた（毎日放送制作時、東海ラジオ・中国放送からの裏送り時もニッポン放送経由でのネット受けだったため同様）。

## 放送時間
- 毎週 火 - 土曜／不定期 日曜 18:00 - 21:00（試合終了まで延長、ただし土曜のみ「radikoプレミアム（エリアフリー聴取）」では最大延長22:30[33]）

月曜日は2011年まで、セントラル・リーグ公式戦がある場合、セ・パ交流戦期間中は初めから試合予定が組まれている場合 のみ、NRNの関東地区担当として放送していたが、2012年からはスペシャルウィークス開催期間中などの例外を除き、月曜日は定時番組の放送を優先するため、試合有無に関係なく中継しないことになった。ニッポン放送が月曜日の試合を中継しない場合も、関東開催試合に関係するチームの地元ラジオ局に対する裏送りが必要な場合や、ABCが月曜開催の阪神戦中継で予備補充を行う場合は対応する。2010年以後の日曜は原則としてナイター開催のある場合のみの放送となっており、こちらはMBSラジオとの局間ネットを継続（まれに日程調整上の都合で日曜ナイターが予め組まれていても放送がなかった日もあり、2022年以降はタイムテーブルこそ記載されているが、実際には後述の通り注目カードのみの中継に絞り込んでいる）。
2005年度は一部パシフィック・リーグの月曜日開催（マンデー・パ・リーグ）の試合を「ショウアップナイタースペシャル」として放送した。2004年シーズンオフにショウアップナイターストライクで出演した田尾安志が東北楽天ゴールデンイーグルスの監督となったため、楽天戦を放送することが多かった。
- 17:30（土・日曜は17:50） - 試合開始（18時前後）は前座番組「ショウアップナイタープレイボール」。中継カードを含む全試合の直前情報「12球団駆け巡り」や大リーグ情報を放送する。

新聞番組表などは、この前座番組もナイター中継と一緒にまとめられる場合がある。
- 5回終了後のイニングスインターバル中に、「ニッポン放送ニュース」を放送する。現在は1、2本のスポットニュースを伝える。
- 試合終了後 - 21:30（日曜のみ21:40）は後座番組「ショウアップナイターハイライト」を放送する。21:30以後に試合が続いている場合は、後続番組の編成の都合上、一部の番組を短縮・休止の処置を取る。1993年のJリーグ発足当初から数年間は『独占!!Jリーグエキスプレス』と、『スポーツ伝説』の番組開始当初の頃もスポンサー契約上休止対象とはせず必ず放送されたが、現在の『スポーツ伝説』は試合が21時40分までに終わらなかった場合には必ず休止（事実上ネット局への裏送りのみ。但しSF、ABC-R、RKBはLFと同じで、試合が長引き所定時間を過ぎた場合は原則休止である）となる。
- 「radikoプレミアム（エリアフリー聴取）」では、通常編成においてジャニーズ事務所所属タレントが登場する番組がある都合上、2014年度は土曜日のみ原則として21:50で中継を打ち切っていたが、2015年度は22:00-22:30に、さらに2016年度からは21:50-22:00にも非ジャニーズ所属タレントの番組が編成されたことに伴い、その時間帯は配信を継続している（この当時22:30-25:00はジャニーズ所属タレントの番組であった[37]）。ただし関東1都6県向け通常配信版の「radiko」では従来通り番組終了まで配信される[38]。なお、2018年4月からはジャニーズ事務所所属タレントの番組もエリアフリーの聴取に対応するようになった。

予備番組（レインコート）
- 中継カードがない時（雨天中止、ナイター設定なし）は、レインコート番組「ニッポン放送ショウアップナイタースペシャル」（NRNネット枠では「ナイタースペシャル」と呼称）を放送する。
  - 過去には「歌謡大全集」として、梶幹雄、はたえ金次郎ら、LFのアナウンサーが担当して、歌謡曲・演歌に特化したもので展開していた。2000年代からは「サウンドコレクション」として放送されていた。
  - 2005年度は「笑福亭鶴光のサウンドコレクション」、2006年度は「山本元気のサウンドコレクション」、2007年度は「山本元気のサウンドコレクション」と「垣花正のサウンドコレクション」
  - 2008年以後は前半1時間を「ショウアップナイタープレイボール」の流れからそのままプロ野球やスポーツに関係したものを題材にした番組を放送する機会が増えたため、「サウンドコレクション」の放送時間が短縮される傾向にある。2008年度は、「やっぱり野球はおもしろい!」を19:00まで放送した後、「サウンドコレクション」を19:00から放送するケースと、「やっぱり野球はおもしろい!」または「サウンドコレクション」を18:00から3時間放送する場合に分かれた。
  - 2009年度は17:30から19:00までが「GOGOプロ野球！」と題してパーソナリティ（平日は松本秀夫、土日は師岡正雄）とニッポン放送契約野球解説者1名が野球情報を語った後、19:00から21:30まで「山本剛士のサウンドコレクション」または「ミュージックスカイホリデー2009」を放送する（後者が放送された場合、ネット局へは前者が裏送りされる）。
  - 2010年度は19:00まで「まいにちとことんプロ野球」と題して野球情報を送り、19:00からは「山本剛士のサウンドコレクション」を放送。
  - 2011年度は、「まいにちとことんプロ野球」は従来通りであるが、19時 - 21時は「サウンドコレクション」を裏送り専用番組に廻し、日替わりの特集企画を放送した。これまでにサンドウィッチマンやますだおかだ、山田雅人他が担当。「サウンドコレクション」としての放送もこの年を最後に一旦終了している。
  - 2012年度は、「まいにちとことんプロ野球」は従来通り。19時 - 21時は、ナイターの予定がない場合には「松本ひでお 情報発見 ココだけ 増刊号」や、前年同様に単発の特集企画を放送。中継予定試合中止や裏送りの場合は、前年までの「サウンドコレクション」と同じ位置づけで、「くり万太郎の（ショウアップ）ナイタースペシャル」または「山本剛士の（ショウアップ）ナイタースペシャル」を放送する。
  - 2013年度は「情報発見 ココだけ 増刊号」がなくなった以外は、2012年とほぼ同様である。
  - 2014年度は3年ぶりに「山本剛士のサウンドコレクション」が復活。中継予定試合中止の場合や裏送りの場合に編成される。「まいにちとことんプロ野球」は従来通り。
  - 2016年度は、はじめからナイターがない場合は主に「山口良一 よる活サイクルヒット」を放送。中継予定試合中止の場合の「サウンドコレクション」は、山本に代わりニッポン放送の女性アナウンサーが担当[39]。「まいにちとことんプロ野球」は従来通り。
  - 2018年度は前述の中継キャッチコピー更新に伴い、18時台に放送される「まいにちとことんプロ野球」も「今こそ!プロ野球!!」に改題される。中継予定試合中止の場合の「サウンドコレクション」は荘口彰久が担当する。
  - 2022年度は18時台のプロ野球情報コーナーは「いつでもみんなのプロ野球」[40]として放送される。19・20時台は基本「サウンドコレクション」であるが、土曜日のナイターが基から予定されていない場合には「ショウアップナイタースペシャル」の冠が付かない特別番組が放送される場合もある。
- 2019年までは当日（主に週末）にサッカーJリーグの試合があり、かつナイターの中継カードがない時（雨天中止、ナイター設定なし）には、代わりにJリーグの中継（「Jリーグ RADIO」）がニッポン放送ローカルで放送されていた（日曜日にプロ野球ナイターが元からなく、かつJリーグ放送のある日は「ショウアップナイタースペシャル」の冠は外す）。平日にこの措置が取られた場合、ネット局へは「サウンドコレクション」が裏送りされた。

デーゲーム中継「ショウアップナイタースペシャル」
- 土曜・日曜 14:00 - 17:30

2019年度までは概ね上記の時間内で中継を行っていた。2020年度以降も大きくは変わっていないが、以下のような事例が見られる。
2020年度の土曜日は、巨人がデーゲームを行う場合に、「サタデーミュージックバトル 天野ひろゆき ルート930」を短縮したうえで中継するようになったが、スペシャルウィーク編成時を除き、試合の展開に関係なく最大延長16:20で、放送を終了していた。ただし、終了後にインターネット中継配信を行うことがあった（後述）。2021年度以降は「ルート930」（2021年度まで）→「サンドウィッチマン ザ・ラジオショーサタデー」（2022年から）を優先するため、2019年度まで同様の不定期放送に戻ったうえ、2022年度からは中継がある場合であっても「ザ・ラジオショー」のフル編成が優先され、試合開始時間にかかわらず15:00からの中継になることが多くなった。
日曜日についても、巨人戦がデーゲームである場合（特に東京ドームなどでの主催試合）を中心に、随時『戸田恵子 オトナクオリティ』（-2022年度）→『SDGs MAGAZINE』（2023年度-）、『日曜競馬ニッポン』（-2020年度）→『土田晃之 日曜のへそ』（2021年度）を休止して、「ショウアップナイタースペシャル」を最大16:00まで放送することもある。その場合競馬中継は関東主場のメインレース（または他地区で行われるGⅠレース）のパドック・レース実況のみに規模を縮小することもある。ただし、土曜日同様必ずしも毎回行われるというわけではない。
過去には、競馬中継を自社で放送して、競馬中継のネットに参加していないNRN系列局に巨人戦を裏送りした事例があった。（出典：産経新聞・岡山版、1976年5月30日、テレビ・ラジオ欄）。
- デーゲーム中継の際は「プレイボール」のような前座はない。時間調整などのため、後座はあるが名前は付けられていない。
- 聴取率調査週間の際は、デーゲーム中継を終えた後に、通常編成を一旦組んでナイターを開始する二本立てとなる場合がある。デーゲームが延長した場合はそちらを優先的に中継し、終わり次第、スタジオからのクッションを入れてからナイターへなだれ込み、回線に飛び乗る。ナイターがLF制作でMBS等へのネットがある場合は、デーゲーム終了までの間は裏送りとなる。

特記事項
- 試合が早く終了したときの対応 - 試合終了していない別の試合を中継する（主に自主制作のヤクルト・横浜DeNA主催試合だが、一部は阪神・中日戦を中心にネットする。制作局はその日のNRNナイター制作担当局である）。
  - 上記の場合、優勝争いなどの特別な事例を除いてはニッポン放送のみこの措置が採られ、ネット局へは別途21:00までスタジオ企画（「ショウアップナイターハイライト」の出演者とは別のアナウンサーが担当）を裏送りする。MBSのように独自の対応（オリックス戦に切り替えるなど）を採る局もある。
- 試合延長時の対応 - 「ショウアップナイターハイライト」は試合の展開によって時間が短縮される。21:30以降も続いた場合、試合の終了時間によって後続番組の放送時間が短縮・または休止される。特に22時からの番組は全国放送[41]で、一部地方局では先行して22時から放送開始し、ニッポン放送は途中からの飛び乗りというケースもある。時間調整上「ショウアップナイターハイライト」の出演者が登場することも。24:00以降も試合が続いている場合は、原則として24:00で放送を打ち切るが、対戦カードや試合展開によっては、24:00以降も放送を継続する場合がある[42]。なお、22時台の番組が生放送である場合、ニッポン放送の放送開始時刻に合わせて合流ポイントが設けられる。そこで改めてニッポン放送向けのあいさつとテーマソングを流す。一方で地方局ではその配慮はなく、放送開始前にネット局側で「このあとは『〇〇（番組名）』を番組の途中からですがお楽しみください。」と入れて飛び乗ることがほとんどである。土曜日・日曜日については、21:30以降も続いた場合は、後続番組を順次休止する措置を取っている。[43]
- 加えて、日曜日の試合が全試合デーゲームとなることが多い日程事情に配慮し、ナイターが元から組まれていない日曜日には「ショウアップナイターサンデースペシャル」を18:30まで放送した上で、ナイター本編と「ショウアップナイターハイライト」は休止とし、18:30からは定時番組（20時台は単発特番枠）を放送する（2011年度以降はさらに「ショウアップナイタープレイボール」のみの放送とし、18:00から定時番組としている）。日曜日にナイターが雨天中止となった場合の対応は、定時番組を放送せず、原則として他の曜日の編成に準じた予備番組を編成している[44]。
  - 日曜にナイターが数試合開催されていても、ナイターを放送せず、定時番組が組まれる場合がまれにある[45]が、2022年度は、ナイターの開催が基から予定されていた場合でも、19時台の月1回のレギュラー番組を極力放送するようになった影響もあり、聴取率週間やリーグ優勝・クライマックスシリーズ進出争いに関係する試合を中心とした構成に変更されたため、ナイターの放送がない日が増えている。このため、阪神・オリックスが関係する試合で、関東のチームの本拠で行うビジターの試合がLF裏送りでMBSのみで放送される試合も多くある。
  - 2022年度までの日曜は、18・20時台にナイター中継がない日は毎週放送、19時台は月1回放送の定時番組が放送されていたが、2023年度は19時台もナイター中継のない日曜日に毎週放送される定時番組が2本組まれたため、従来日曜19時台に放送されていた月1回の定時番組は、ナイター中継のない土曜日の主に19時30分-21時30分に編成されるようになったほか、スペシャルウィークを中心に本来の放送日に特番が編成される都合上休止となる一部の番組（スポンサーがついている番組や地方局向けのネットがある番組など）の代替放送を行う事例もある。
- かつてはサッカー日本代表が国内で試合を行う場合（場合によってはFIFAワールドカップ予選など海外開催の試合も）、「ショウアップナイタースペシャル」の扱いでそちらの中継を優先していた。この場合、ニッポン放送での野球中継はサッカーと重ならない時間帯のみ行っていた[46]。該当試合がニッポン放送制作の場合、サッカー開催中はネット局向けの裏送りとなった（特にMBSとの局間ネットとなる土・日だと、事実上関西向けの裏送りとなっていた）。尤も2020年以降、サッカー中継そのものが一部の例外を除いて行われなくなったため、このような事例は発生しなくなった[47]。

### メジャーリーグ中継
- 1978年8月23日に日本のラジオ局では初めての試みとして、ロサンゼルス・エンゼルス対ニューヨーク・ヤンキース戦をエンゼル・スタジアム・オブ・アナハイムから、インテルサットを利用して生放送した。実況は深澤弘アナウンサー、解説は関根潤三。
- メジャーリーグ中継は、「ショウアップナイタースペシャル」として放送される。
- 主に日本時間の平日の8:30〜または、日曜深夜25:30〜（月曜1:30〜）の時間に放送されることが多かった。
- 深夜帯の場合はオールナイトメジャーリーグというサブタイトルもつく。
- 2010年代以降は放送回数が激減。2018年4月2日に「ショウアップナイタースペシャル メジャーリーグベースボール オークランド・アスレチックス×ロサンゼルス・エンゼルス」中継（解説：AKI猪瀬、実況：洗川雄司。5:00 - 7:00）を行ったのを最後にほとんど行われなくなった。
- 2025年は3月18日と19日に東京ドームで開催の「ロサンゼルス・ドジャース×シカゴ・カブス」を開局70周年記念特番で中継[48]。

### 関連ミニコーナー
- ショウアップナイターTODAY（2023年度） - 各ワイド番組挿入のミニコーナーで共通点は当日の中継カードと聴きどころを紹介する。時間や曜日によっては途中経過や前日のスコアを紹介する。
  - 火 - 金 11:20頃 - 『垣花正 あなたとハッピー!／春風亭一之輔 あなたとハッピー!』内。当日の中継予定試合などの紹介を火 - 木曜は垣花が、金曜は一之輔が行う。
  - 火 - 金：13:35頃 - 『ザ・ラジオショー』内。番組パーソナリティ（火 - 木曜はナイツ、金曜は中川家、東島）と当日の中継予定試合の実況アナウンサー又はベンチリポート担当アナウンサー[49]が試合のポイント等を紹介する。2020年度までは『ショウアップナイター一番乗り!』として14時台に放送し、2022年度までは15時台に放送されたが、2023年度から時間移動と共にコーナー名が統一された。
  - 火 - 金 16:28頃 - 『辛坊治郎ズーム そこまで言うか!』／『うどうのらじお』内。当日の中継予定試合などの紹介を『辛坊治郎 - 』は増山が、『うどうの - 』は熊谷がそれぞれ行う。
2011年度まで当該時間帯に放送された『上柳昌彦 ごごばん!』までは「ショウアップナイター最前線」というコーナーが17:30頃にあった。2012年1月開始の『ザ・ボイス そこまで言うか!』『テリー伊藤のフライデースクープ そこまで言うか!』でも当初こそ引き継いだものの、4月以降は放送時間変更とともに外され、その後もその形態を継続していた。2023年度より復活させた形である。
  - 土 9:50頃 - 『八木亜希子 LOVE&MELODY』内。八木亜希子が、当日の中継予定試合や小ネタ等の紹介を行う。
  - 日 9:50頃 - 『三宅裕司のサンデーヒットパラダイス』内。当日の中継予定試合等を紹介。
  - 日 13:30頃および15:10頃 - 『土田晃之 日曜のへそ』内。当日の中継予定試合などの紹介。後者は当日の中継カードの紹介とデーゲームの試合経過を伝える。

2020年度までは土曜日も朝と昼に設けられ、朝は『徳光和夫 とくモリ!歌謡サタデー』内で5:46頃から放送され、前日のプロ野球結果と当日の中継予定試合等の紹介を石川みゆきが行っていた。巨人戦の結果の時には徳光和夫のボヤキが入ることが多かったが、5時台のスポンサーコーナー増加に伴って2021年度からは休止している。昼は14:35頃から『サタデーミュージックバトル 天野ひろゆき ルート930』内。進行は天野ひろゆきが行っていた。『小倉智昭のラジオサーキット』内では「スポーツサーキット」としていたがBGMがイメージソングだったり、内容が野球中心ということもあって、ミニコーナーの大体的位置づけでもある。後番組『辛坊治郎ズーム そこまで言うか!』では名前を元に戻していた。『サンドウィッチマン ザ・ラジオショー サタデー』にかわった2022年度をもって廃止。
平日朝は基本的にコーナーは設けられていないが、各ワイド番組のスポーツニュースコーナーなどで中継カードの案内を行うことがある。

## ジングル
当番組では、以下のようなバージョンのジングルがある。
- 明日の東京地方の天気バージョン
- クイズトリプルチャンスの応募方法
- 明日のショウアップナイターの放送カード
- 通常の番組タイトルのみ
- radikoでの聴取案内「ニッポン放送ショウアップナイターがクリアな音で楽しめる!パソコン・スマートフォンからradikoで聴こう!」
- ワイドFMでの聴取案内「ニッポン放送ショウアップナイター、スタジアムの歓声はワイドFM93で!」
- 1980年代中〜後半にはデビュー前後の楠瀬誠志郎が手掛けた番組タイトルのみのジングルも存在した。

## デジタルショウアップナイター
- 2004年度、ニッポン放送ではブロードバンドをフル活用してインターネットのウェブサイトを使ったインターネットラジオコンテンツ「デジタルショウアップナイター」を企画。東京ドームの巨人、神宮球場のヤクルトスワローズ主催ゲームを試合開始〜終了まで完全フォローする試みが行われた。巨人戦以外のヤクルト主催ゲームは2000年代辺りに地上波（中波ラジオ）では中継する機会が減ったため事実上インターネット中継が独占放送の状態だった。2005年度以後は行っていない。
- 関東で開催される福岡ソフトバンクホークスのビジターゲーム（一部球団主催を除く）は、2010年度まで[51]KBCラジオで行っていた「KBCホークスナイター」のインターネット同時配信により、ニッポン放送制作の中継[52] を聴くことができた（土・日は文化放送担当）。
- 2020年度は「デジタルショウアップナイター」とは銘打たないが、土曜日の巨人戦デーゲーム中継のうちの一部の自社制作分について、アイ・オー・データ機器の動画配信サービス「PlatCast」によるインターネット中継を行った。これは土曜デーゲーム中継が編成の都合上16:20までとなっているためであり、地上波での放送終了次第開始し、試合終了まで配信するリレー中継形式である。地上波・radikoとの同時配信は行わないが[53]、「巨人 vs 中日」は東海ラジオにもネットされる関係上、リレー中継時には同局への裏送りとなることから、ラジコプレミアム加入者は同カードに限り東海ラジオ経由の聴取が可能となっていた。
  - 中国放送における土曜デーゲームの「巨人 vs 広島」の場合は、ニッポン放送での放送有無に関わらずRFラジオ日本が裏送りを行っている（JRNとのクロスネット局であることに加え、翌日となる日曜デーゲームの裏送りと一括で依頼しているため）。

## リスナープレゼント企画
- ホームランプレゼント　予め葉書、メール（スペシャルウィークス開催期間中はファックスでも）で毎月ごとにプレゼント登録を済ませる。（プレゼント登録は毎月1人1回）登録者の中から抽選で中継カードで本塁打を打った選手1名に対してリスナー1名に賞金5千円（以前は1万円だったが、2010年度より5千円になる）と副賞としてJA全農山形から山形県産の米「つや姫（2010年9月以降、それ以前は「はえぬき」）」5kgがプレゼントされる。2015年度以降は実施されていないが、2016年度は4月期のスペシャルウィーク中は「打ったホームランの号数×1万円」、8月期はスペシャルウィーク前週はマスクメロン、スペシャルウィーク中は「打ったホームランの打点×1万円」（但し満塁ホームランは5万円）のプレゼントが実施された。
- 勝っているのはどっちだ?クイズ　リスナーには19時、20時のそれぞれの時点で中継カードのリードしているチームを予想してファクス、メールで予想投票を受け付ける。日曜薄暮開催（巨人戦）は18時と19時が対象。正解者には抽選で首都圏で行われるプロ野球の公式戦チケットがプレゼントされる。スペシャルウィークス期間中には賞金10万円（19時、20時（または18時、19時）それぞれの時点の当選者1名に付き5万円）が贈られる。
- 交流戦ホームランキングは誰だ?クイズ　2005年度スタートした交流試合における本塁打王を予想して葉書、メールで募集する。正解者から抽選で1名に10万円の賞金を贈る。
- ヒーローインタビューは誰だ?クイズ（2004年度に主としてスペシャルウィークス期間に実施）　中継カードにおけるヒーローインタビューを受ける選手を予想してファクス、メールで投票を受け付けた。正解者には賞金5万円やプロ野球公式戦チケットなどがプレゼントされた。
- ラッキーセブンクイズ　7回表の攻撃前に出題されるクイズ。19時になった時点でクイズに関するヒント（回答のヒントではなく、問題のヒント）が提示される。2008年シーズン途中から「ショウアップナイタープレイボール」内からも問題が出されるようになり、2問制になった。2009年シーズン末まで実施。
- クイズ・トリプルチャンス 2010年シーズンから導入されたクイズで、試合開始前（原則として「-プレイボール」内で行われる「KURE5-56ナイター情報」コーナー枠内）・午後7時・午後8時（スペシャルウィーク期間中に行われる土・日14時からのデーゲーム中継では1回表終了後・午後3時・午後4時、いずれも時報直後に割り込めない場合はイニング終了後）の3回出題されるクイズの回答を募集する。特徴は「最低1問だけの回答でも参加OK」とされた点。合計3名にプレゼントが当たる。なお、雨天コールド試合[54]となり、3問全てが出題出来なくなった場合は、正解の有無に関係無く、応募者全員が正解扱いとなる。
- イチバンプレイヤー!　月 - 金曜（月曜はプロ野球の中継がある場合のみ）に実施。その日の試合で一番活躍しそうな選手を当てるクイズ。該当する選手が所属するチームが勝つことが条件となっている（試合が引き分けの場合は両チームを通じてその試合で最も活躍した選手を当てる）。正解者には抽選で1名に「キリン一番搾り」（キリンビール製造）6本セットが贈られる。試合がない日には「イチバン」にちなんだ野球クイズが出題される。プレゼントがアルコール類のため応募は二十歳以上のリスナーに限られる。この企画のみ、NRN系列の他局でも行なわれている。SF、ABC、RCCでは「ガツンプレイヤー!」のタイトルで商品が「キリンラガービール」。2009年は「ストロングプレイヤー!」というタイトルで、商品が同じキリンビールの「氷結ストロング」だった。
- もってるアナウンサーは!? セ・リーグ優勝実況は誰だ?クイズ[55]　2020年シーズンより実施。「中継の歴史に自身の声が永遠に刻まれる」セ・リーグの優勝実況（優勝監督の胴上げ実況）を担当するアナウンサーが誰になるのかを予想するクイズ。ペナントレースの終盤に応募受付を開始し、セ・リーグ優勝マジックナンバーが2以下になった日の23時59分に締め切られる。なお、他チームの結果により優勝が決まった場合、その試合の優勝決定の瞬間を実況したとしても「もってるアナウンサー」には該当しない。大抵はマジック点灯チームの試合が中継されるため、その中継を担当した胴上げ実況アナを「もってるアナウンサー」とし、諸般の事情で該当試合を現地局からのネット受けで賄った場合[56]、もしくは移動日などでマジック点灯チームの中継自体がなかった場合は該当者なし（クイズの正解は「ニッポン放送のアナウンサーは持っていない」）となる。

| 回数（シーズン） | もってるアナウンサー （クイズの正解） | 当該試合日     | 対戦カード・開催地 （太字は優勝チーム） | 優勝チームの試合結果 | 当該中継の解説者 |
| ---------------- | ------------------------------------- | -------------- | --------------------------------------- | -------------------- | ---------------- |
| 第1回（2020年）  | 師岡正雄                              | 10月30日（金） | 巨人対ヤクルト（東京ドーム）            | 引き分け             | 田尾安志         |
| 第2回（2021年）  | 大泉健斗                              | 10月26日（火） | DeNA対ヤクルト（横浜）                  | 勝ち                 | 真中満           |
| 第3回（2022年）  | 清水久嗣                              | 9月25日（日）  | ヤクルト対DeNA（神宮）                  | 勝ち                 | 里崎智也         |
| 第4回（2023年）  | 清水久嗣                              | 9月14日（木）  | 阪神対巨人（甲子園）                    | 勝ち                 | 田尾安志         |
| 第5回（2024年）  | 大泉健斗                              | 9月28日（土）  | 広島対巨人（マツダスタジアム）          | 勝ち                 | 谷繁元信         |

## 出演者
過去は、現タイトル改題以前も含む。
基本的にフジテレビと兼任する解説者が多いが、近年はテレビ（特に地上波）では本数契約として複数の局で解説をするスタイルをとる者もいるため、宮本のように競合局のスポーツ番組を担当する者もいる。
当番組では本番カードのみ出演する解説者と裏送り・予備カード中心に出演する解説者がある程度明確になっており、江本孟紀と田尾安志は2000年代以降では主に本番カードの出演となっているが、まれに予備カードや裏送り（主にヤクルト戦の第1予備となった場合の巨人主催ゲームのRCC・KBC向けや、LFが関東ローカルで別カードを編成した際のNRN本番中継としての系列局への裏送り）も担当する。
宮本和知も巨人戦中心の出演のため本番カードが主であったが、巨人戦が予備や裏送りとなった場合はそちらに廻ることがあった。大矢明彦、若松勉、野村弘樹は本番も裏送り・予備もどちらも同程度こなす。
佐々木主浩は、TBS時代にはDeNA対広島戦のRCC向けを中心に裏送りを担当することがあったが、ニッポン放送移籍後は2018年時点では本番カードのみの担当となっている。
2009年の斉藤明夫、かつての森中千香良や得津高宏のように裏送りのみ担当し、番組広告には名前すら掲載されない解説者もおり、2012年をもって得津が降板して以来、2013年以降このポジションが空位となっていたが、2015年より前田幸長が正式にこのポジションを担当することとなった（前田は以前よりKBCラジオ向けにホークスのビジター戦に限り、LF制作裏送り中継の解説も担当していたが、2015年よりホークス戦以外のカードでも裏送り・予備を担当する）。
このような待遇の解説者が存在するのは2010年までは長らくニッポン放送のみであったが、2011年から2012年にかけてSTVラジオの解説者を務めた本間満や、2012年よりABCラジオの解説者に加入した当初の濱中治も当番組の得津に近い待遇となっていた。2014年 - 2017年にTBSラジオで、2018年より文化放送・ニッポン放送で解説を行う際の薮田安彦も同様の待遇になっている。
JRNとクロスネットを組んでいる地方局とも兼任している場合、予備順位が屋内球場より下位で全国中継への昇格の可能性が低い場合に、JRN担当曜日に出演している例がある。
アナウンサーに関しても、松本はほぼ本番カードのみ担当し、洗川、清水、宮田、大泉は土・日曜のJRN系列局向けを含む裏送り・予備を中心に担当する。師岡は本番カードが中心だが、古巣のKBC向けや巨人戦が屋外球場の時の第1予備のRCC向けを中心にに裏送りを担当することがある。
過去にJ SPORTS（当初スカイ・スポーツ→Jスカイスポーツ）にフジテレビジョンの資本関係があったのと、ヤクルト球団が形式上ヤクルト本社とフジテレビジョンとの共同経営、横浜球団もニッポン放送とフジテレビが資本参加していたという事情から、この2球団のCS放送・ケーブルテレビ用番組「スカイ・スタジアム→J SKY スタジアム→J SPORTS STADIUM野球好き」の実況・解説にニッポン放送の解説・アナウンサーを起用した試合があった。

### 解説者
- 江本孟紀（1982年 - 。2016年より四国アイランドリーグplus高知ファイティングドッグス総監督。フジテレビ解説者兼）
- 大矢明彦（1986年 - 1992年、1998年 - 2006年、2010年 - 。フジテレビ解説者兼）
- 田尾安志（1992年 - 2004年、2006年 - 。フジテレビ・関西テレビ（カンテレ）・東海テレビ解説者兼）
- 若松勉（2006年 - 。フジテレビONE・北海道文化放送解説者兼。かつてはフジテレビ解説者兼）
- 野村弘樹（2006年、2011年 - 。フジテレビ・TBSチャンネル・tvk・J SPORTS解説者兼）
- 宮本和知（2013年 - 2018年、2022年 - 。読売ジャイアンツ球団社長付アドバイザー・読売ジャイアンツ女子チーム監督・日テレジータス解説者兼）
- 山﨑武司（2014年 - 。フジテレビ・東海テレビ・東海ラジオ・東北放送[59]・CBCテレビ他で本数契約解説）
- 里崎智也（2015年 - 。日本テレビ・フジテレビ・フジテレビONE・チバテレビ・日テレNEWS24解説者兼）
- 山本昌（2016年 - 。日本テレビ・フジテレビ・東海テレビ・東海ラジオ他で本数契約解説）
- 谷繁元信（2017年 - 。フジテレビ・tvk・メ～テレ・東海ラジオ・MBSラジオ・DAZN解説者兼）[60]
- 真中満（2018年 - 。フジテレビ・TBSチャンネル解説者兼）
- 佐々木主浩（2018年 - 。TBSテレビ解説者兼）
- 松田宣浩（2024年 - 。九州朝日放送解説者兼）

予備カード・裏送り中心
- 前田幸長（2015年 - 。KBCラジオ解説者兼。KBCラジオ解説者としてのホークス戦ビジターゲーム中継では、週末を中心に東北放送および文化放送のアナウンサーと組むことがある）※ショウアップナイター公式サイトでは2016年まで解説者として紹介されていなかったが、2017年のサイトリニューアル時に掲載された。それ以前からNRN公式サイトではニッポン放送解説者として紹介されている。ニッポン放送自社ではナイターカード非開催時の「まいにちとことんプロ野球」や本番カードが関東圏外の場合の「ショウアップナイタープレイボール」のコメンテーターとしてのみ出演（いずれも不定期）。ただ2015年9月6日の「千葉ロッテ vs 埼玉西武」（QVCマリン）で初めて自社中継試合での解説となった（MBSにもネット。当初中継予定だった「横浜DeNA vs 巨人」が雨天中止になったため放送）。当初からの自社を含むNRN本番カードでは2017年6月28日（水曜）「ヤクルト vs 巨人」（福島）で初めて担当する。ニッポン放送がJRN系列局に裏送りする土・日曜の中継には、KBCラジオ解説者でもあることから、RKBラジオ向けのビジターの対ソフトバンク戦に出演しない一方、HBCラジオ向けの対日本ハム戦とCBCラジオ向けの対中日戦には出演する。

このほか、予備順位が屋内球場より下位で、ニッポン放送および平日JRNナイターで本番カードとなる可能性が低い場合は、日本ハム戦ビジターゲームの裏送り（平日：STVラジオ、土日：HBCラジオ）ではビジター側の局の関東圏在住者を中心とした解説者が担当する場合があるほか、ソフトバンク戦ビジターゲームのRKBラジオへの裏送りでは、元TBSラジオ解説者をRKBからの派遣扱いで再登用したり、後述の五十嵐が担当する場合がある。これらの出演者は、HBCファイターズナイター、STVファイターズLIVE、RKBエキサイトホークスの項を参照のこと。
MBSラジオが関東圏への自社乗り込みを見送り、JRN担当日の特例（NRNナイターが編成されていない月曜開催で担当を持ち替え、朝日放送ラジオがTBSラジオからの裏送りとした2020年8月10日の「DeNA vs 阪神」など）や関東圏での放送がない土曜デーゲームでニッポン放送から裏送りを受ける場合は、RFラジオ日本解説者（2021年まで）の西山秀二が担当することがあった。2022年の日本シリーズは工藤公康が担当。
非NRN扱いでCBCラジオに裏送りする中継では、東海ラジオと兼任の山崎・山本昌・谷繁（かつては井端も該当）は原則として出演しない。

### メジャーリーグ・国際大会中継解説者
- アキ猪瀬（フジテレビ・J SPORTS兼任） - 番組内での肩書は「ベースボール・コメンテーター」
- 川﨑宗則（ベースボール・チャレンジ・リーグ栃木ゴールデンブレーブス内野手、テレビ東京・フジテレビ・J SPORTS兼任）
- 五十嵐亮太（在京・在福各局で解説。NPB中継ではRKB毎日放送の本数契約解説者として、ニッポン放送や文化放送が受託制作する関東ビジターゲームも多く担当しているが、ニッポン放送発についてはヤクルトのOBでもあることから、本番組の雨天予備カードも含めて担当している。ただし、本番への昇格例は2024年時点で出ていない。その一方当初から本番のカードには2021年4月24日のヤクルト対中日戦〈関東ローカル〉にゲスト扱いで出演〈東海ラジオは文化放送制作のNRN裏送り分を放送〉。また2025年6月28日のロッテ対ソフトバンク戦〈RKB毎日放送にもネット〉に解説として出演。）

### 過去の解説者
※系列企業のフジテレビと兼任した解説者も多い。1965年までと1970年はNRN解説者という形で文化放送と兼任の解説者もいた。LFは1966年まで平日のみ中継、1967・68年は金曜も中継なし、文化放送は1981年までは土日のみという体制だったため。
1966年から69年までは、正式な専属解説者は関根潤三のみ、1970年は豊田泰光のみで、裏送りのカードや、関根または豊田がスケジュールにより出演できない本番カードは系列局の解説者や元プロ野球選手のサンケイスポーツ記者・評論家などが随時出向の形で兼任した。本番カードが系列局制作ネット受けの場合は関根または豊田が予備カードまたは裏送りに登場した。この件について、かつて実況アナウンサーを務めた深澤弘は「他局は当時から何人もの解説者を起用していたが、 関根さんの声が聴こえたらニッポン放送だと解るようにあえて関根さん1人しか起用しなかった」と開局50周年記念番組で証言している。
○印が付されている解説者はフジテレビONE「プロ野球ニュース」には出演している解説者
- 飯島滋弥（1959年 - 1966年。フジテレビ・文化放送・ラジオ関東・日本短波放送解説者兼）
- 飯田哲也（2014年。ミヤギテレビ・仙台放送・東日本放送・BS朝日・楽天球団制作中継解説者兼）※主に裏送りや予備カード（この場合は巨人戦を含む）を担当していた。
- 石井一久（2014年 - 2018年。フジテレビ・BS-TBS・TBSチャンネル・NHK BS1 MLB中継解説者兼。現・東北楽天球団取締役ゼネラルマネージャー）
- 池山隆寛（2003年 - 2005年。2004年までフジテレビ解説者兼。現・東京ヤクルトスワローズ二軍監督）
- 井端弘和（2019年 - 2023年。日本テレビ・中京テレビ・フジテレビ・東海テレビ・CBCテレビ・TBSチャンネル・東海ラジオ・フジテレビONE解説者兼。現・野球日本代表監督）
- 伊原春樹（2005年 - 2006年。現・東京スポーツ野球評論家）
- 大久保博元（1996年 - 2007年。2000年からフジテレビ解説者兼。「デーブ大久保」名義で出演。）
- 尾花高夫（1992年 - 1993年。フジテレビ解説者兼）
- 大杉勝男（1984年 - 1989年。フジテレビ解説者兼）
- 岡崎郁（1997年 - 2004年。2002年までTBSテレビ解説者兼）
- 掛布雅之（2008年度にゲスト解説として登場）[62]
- 加藤初（1991年 - 1994年。フジテレビ解説者兼）
- 金田正一（1972年、1979年 - 1983年に専属契約、時期により日本テレビとフジテレビのいずれかの解説者兼。1989年1試合にゲスト出演）
- 金山次郎（1962年 - 1984年。RCC解説者。東京在住だったため、首都圏で開催される広島戦ビジターゲームの裏送りをLFアナウンサーと担当。予備からの昇格や極稀な本番カード担当時に全国ネットで流れることがあった）
- 川相昌弘（2019年 - 2021年。日本テレビ・J SPORTSゲスト解説者兼。現・巨人一軍総合コーチ）
- 川崎憲次郎（2005年 - 2011年。主に裏送り担当。テレビ東京・テレビ愛知解説者兼。現・J SPORTS解説者）
- 楠安夫（不明 - 。その後文化放送解説者に移籍。フジテレビ解説者兼）
- 黒木知宏（2008年 - 2012年。現・ロッテ一軍投手コーチ）
- 児玉利一（1959年 - 不明。その後文化放送解説者に移籍。フジテレビ解説者兼）
- 駒田徳広（2001年 - 2004年。2002年からテレビ東京解説者兼。現・巨人三軍監督）
- 小森光生（1972年 - 1973年。フジテレビ解説者兼）
- 近藤和彦（1978年 - 1981年、1987年 - 1988年。フジテレビ解説者兼）
- 齊藤明雄○（1994年 - 1995年、2000年 - 2006年、2009年。フジテレビ解説者兼。主に裏送り担当。現・フジテレビ・テレビ神奈川・J SPORTS解説者）[63]
- 柴田勲（1986年 - 1993年。フジテレビ解説者兼。現・RFラジオ日本解説者）[64]
- 島田誠（1992年 - 1993年途中。その後文化放送解説者に移籍。フジテレビ・テレビ西日本解説者兼。現・RKB毎日放送解説者。2018年度以降はRKB毎日放送制作分での出演あり）[65]
- 鈴木隆（1977年 - 1984年）
- 須藤豊（1978年 - 1979年）
- 角盈男（1993年 - 1994年、1996年、1998年 - 2004年。TBSテレビ解説者兼。後にTOKYO MX解説者）
- 関根潤三（1966年 - 1969年、1971年 - 1974年、1977年 - 1981年、1985年 - 1986年、1990年 - 2018年。1985年からフジテレビ解説者兼）[66]
- 千藤三樹男（1992年 - 不明。主に裏送り担当。後に札幌テレビ・STVラジオ解説者）
- 高津臣吾（2013年。フジテレビ・J SPORTS解説者兼。現・東京ヤクルトスワローズ監督）※主にヤクルト戦を担当していた。
- 高松利夫（1956年 - 不明。）
- 田代富雄（1992年 - 1996年。TVK解説者兼。現・DeNA巡回打撃コーチ）
- 達川光男[67]（1993年 - 1994年、1996年 - 1997年、2001年 - 2002年、2004年 - 2013年、2016年。2016年はゲスト解説者扱い[68]。フジテレビ・関西テレビ・テレビ新広島・テレビ西日本・NHK広島放送局・CBCラジオ・RCCラジオゲスト解説者[69]・J SPORTS・ちゅぴcom解説者兼。かつてはMBSラジオ解説者兼）
- 得津高宏[70]（裏送りのみ担当。2008年 - 2012年。TwellV解説者兼）※実質的には2011年までの出演であった。
- 友利結（2008年 - 2011年。「デニー友利」名義で出演。現・巨人スカウト）
- 土井淳（1974年 - 1977年、1982年 - 1984年、1992年途中 - 1994年。フジテレビ解説者兼）[71]
- 渡海昇二（1965年 - NRN解説者として文化放送兼）
- 土橋正幸（1974年 - 1983年、1987年 - 1991年、1993年。フジテレビ解説者兼）[72]
- 豊田泰光（1970年 - 1971年、1973年 - 1976年。フジテレビ解説者兼）
- 内藤博文（1970年。NRN解説者扱いで土・日曜の文化放送制作分を含む裏送り中継・予備カード・月曜日のNRN本番カードを中心に出演。当時サンケイスポーツ評論家兼記者）[73]
- 中畑清（1995年 - 1996年に本数契約で出演。日本テレビ解説者兼）
- 長嶋茂雄（1982年 - 1992年。スペシャルゲスト解説者として出演）  ※主に親交がある深澤弘とコンビを組んでいた。
- 西本幸雄（1982年 - 1990年。フジテレビ・関西テレビ解説者兼）
- 二宮清純（1996年 - 2000年に本数契約で出演）
- 野村克也（2013年 - 2020年。ゲスト解説者として出演）  ※スペシャルウィーク中の試合や、ポストシーズンマッチといった最重要ゲームの中継にて出演[74]
- 初芝清（2006年 - 2011年、2013年。チバテレ、千葉ロッテ球団制作中継解説者兼）※主に裏送りや予備カード（この場合は巨人戦を含む）を担当。
- 服部受弘（1959年 - 不明。その後文化放送解説者に移籍。フジテレビ解説者兼）
- 板東英二（2003年 - 2012年、2016年 - 2017年。2012年以前は専属解説者として出演したが[75]、所得隠し問題により契約解除。2014年10月より『板東英二 プロ野球バンバン伝説』でLFへのレギュラー出演を再開し、2016年はゲスト解説者として本番組にも復帰。2018年4月よりCBCラジオ『板東サンデー』を担当するようになるが、以降本番組への出演実績なし。）
- パンチ佐藤（1995年。フジテレビ解説者兼）
- パンチョ伊東（1992年 - 2002年。フジテレビ解説者兼）
- 平光清（1993年 - 2002年。主に裏送り担当。1995年はフジテレビ解説者兼）
- 平松政次○（1991年 - 2005年。フジテレビ解説者兼。現・フジテレビ・tvk解説者）
- 堀幸一（2011年 - 2012年。JSPORTS解説者兼。現・千葉ロッテコーチ）
- マーティ・キーナート（1997年 - 2002年に出演）
- 松岡弘（1990年 - 2001年。テレビ東京、後にテレビ朝日解説者兼。）
- 松沼博久（1991年 - 1994年。フジテレビ解説者兼。現・文化放送・西武球団制作中継解説者）
- 水野雄仁（1998年。フジテレビ解説者兼。現・巨人スカウト部長）
- 村上雅則（1984年 - 1985年。「マッシー村上」名義。）
- 森中千香良（1980年 - 1995年、1998年 - 2007年。主に裏送り担当）[76]
- 八木沢荘六（1996年。フジテレビ解説者兼）
- 谷沢健一○（1987年 - 1993年。フジテレビ解説者兼。現・フジテレビ・東海テレビ・J SPORTS解説者）
- 山根俊英（1959年 - 不明。その後、文化放送解説者に移籍。フジテレビ解説者兼）

このほか、夏季に行われる巨人対阪神の解説を、MBSからの派遣の形で金本知憲が担当することがあった。

### 実況アナウンサー
ニッポン放送アナウンサー
- 煙山光紀
- 山内宏明
- 洗川雄司
- 清水久嗣 - 契約アナウンサー[78]
- 大泉健斗 - 2017年より加入[79]。実況修行中のため、最初は、ベンチリポート専任で出演[80]。2018年のフレッシュオールスターゲームで実況デビュー。その後、裏送りでの実況があり、ニッポン放送自社で放送される中継へは未登場だったが、その後、同年9月18日に西武対日本ハムの試合で、正式にショウアップナイターでの中継デビューを飾った[81]。
- 小林玄葵 - 2025年より加入。実況修行中のため、当面はベンチリポートおよび後述のスタジオ担当で出演。

フリーアナウンサー（馬野を除いてニッポン放送アナウンサーOB）
- 師岡正雄[82]
- 松本秀夫[83]
- 宮田統樹
- 胡口和雄
- 山田透[84]
- 馬野雅行（2025年より加入。元毎日放送）[85]
  - 元ニッポン放送の5名は退職しているが、放送中は本番組のレギュラー出演者という意味合いから「ニッポン放送○○アナウンサー」と紹介される（北海道放送・CBCラジオ・RKB毎日放送からの委託制作分も同様）。フリーアナウンサーとしてニッポン放送以外の仕事もする以外に表面上の差はない。2025年に毎日放送を退職して加入した馬野も同様の扱いとなるとみられる。
  - かつてスポーツ部では各アナウンサーに曜日別に当番として「アナLOG」というブログを記録させていた。ただし、松本は専用のブログ「やぎメール」を、栗村は「朝のひとりごと」（ただしショウアップナイターのページではなくニッポン放送のトップページにリンクされている）を書き、胡口（以前は松本と、その後は清水と隔週）と清水（2018年4月から大泉が引き継ぐ）と宮田（2019年2月から小永井、2022年4月から土曜スタジオ担当の森田耕次が引き継ぐ）はブログを書かなかった。現在はこれらに代わり、番組公式サイトで不定期に「実況アナルーム」という記事を掲載している。
  - 2008年までは、現職アナウンサーから1名を、メジャーリーグ中継要員としてプロ野球シーズン中に派遣。1ヶ月 - 3ヶ月ごとに交代で派遣する体制を取っていた。2009年以降は、不景気の影響や放映権契約の制約などを背景に、ニューヨーク・ヤンキース戦のスポット中継を前提にした「MLBパーソナリティ」名義での短期出張へ移行している。
  - TBSラジオの野球中継撤退に伴い、2018年から行っているJRN系列局向けの裏送りおよびネット受けの中継には、師岡の出演経験がなかったが、2021年10月23日（土曜デーゲーム）の「ロッテ vs 日本ハム」（北海道放送への裏送り）で初実況。さらに2022年7月3日（日曜デーゲーム）の「西武 vs ソフトバンク」では古巣の九州朝日放送と競合関係にあるRKB毎日放送への裏送りを担当することになった。清水は2021年4月17日（土曜ナイター）の「西武 vs ソフトバンク」（RKB毎日放送との局間ネット）でJRN系列局向けの初実況。松本は2021年6月5日（土曜ナイター）の「巨人 vs 日本ハム」（北海道放送との局間ネット）でJRN系列局向けの初実況（裏送りは2021年10月30日の北海道放送向け『ロッテ vs 日本ハム』が初めてとなった）。

#### 過去の実況アナウンサー
- 石黒新平（現：「ラジオ日本ジャイアンツナイター」実況アナウンサー）
- 岩下方彦
- 小野浩慈
- 楠山克己
- 栗村智
- 小永井一歩（2019年から2021年まで。主にベンチリポート担当。2019年のフレッシュオールスターで実況デビューの後、裏送りでは同年9月4日の中国放送向け「ヤクルト vs 広島」でレギュラーシーズン初実況。しかし理由は明言されていないが、2021年8月ごろから長期休演し、2022年4月にアナウンサーと記者の兼務で報道部に異動。2025年3月限りで退社。4月からはフリーアナウンサーとして『ラジオ日本 土曜・日曜競馬実況中継』などに出演）
- 小林達彦
- 瀬戸将男
- 高嶋秀武（1966年から1973年まで）
- 竹野圭之助（ショウアップナイター開始以前から実況を担当　ニッポン放送のアナウンサー第1期生）
- 枇杷阪明（ショウアップナイター開始以前から実況を担当）
- 深澤弘（ショウアップナイター開始以前から実況を担当　愛称はミスターショウアップナイター）
- 深山計（中国放送時代にも同局からのネット受けで出演）
- 福永一茂
- 古谷崇洋（2016年のみ。ベンチリポート担当。のちに南海放送アナウンサー）
- 松元真一郎

うち、小野、松元、福永の3氏はフジテレビに移籍し、プロ野球中継（主にBSフジ、フジテレビONE・TWO）を担当した。小野と松元はその後退社しフリーアナウンサーとなるが、小野は引き続き野球実況を担当しており、松元も「プロ野球ニュース」の担当は継続。一方、福永は部署異動によりアナウンス室から離れた後、2022年7月から岩手めんこいテレビに移籍してアナウンサーに復帰。栗村は一度フジテレビに移籍後、諸事情によりLFに復帰。しかし制作部に配属されたため、一時期現場担当から離れ、スタジオ担当のみだった。

### ベンチリポーター
- 森田耕次（報道スポーツコンテンツセンターの解説委員で元・アナウンサー）
  - エフエム東京からの移籍当初（アナウンス職時代）にはスポーツ中継を担当していなかったが、解説委員への異動（2011年6月）を経て、2022年シーズンから土曜日のナイトゲーム中継にスタジオ担当として出演。2023年からは、土曜日のスタジオ担当と並行しながら、6月9日のロッテ対広島戦中継（中国放送への裏送り分）から主に裏送り向けの中継でベンチリポートを担当している。

過去のベンチリポーター
- 今井美紀
- 高木聖佳
- 福田純子
- 川野良子（現フジテレビアナウンサー、元ニッポン放送アナウンサー）

### スタジオ担当
2025年度
ニュース・天気予報・交通情報・リスナープレゼント企画ナビゲーター（ニッポン放送ローカル）
土曜・日曜以外の担当者は番組公式Xの曜日別動画コーナーも担当しており、そのタイトルも併記する。
- 月曜：熊谷実帆 - 「熊谷実帆の応援歌 歌ってミホ〜」 ※通常は『ショウアップナイタープレイボール』のみ担当。
- 火曜：箱崎みどり - 「箱崎みどりの「◯◯はじめます!」」
- 水曜：東島衣里 - 「東島画伯のプロ野球アート名鑑」
- 木曜：小林玄葵 - 「小林玄葵の効いてきマッスル」
- 金曜：坂本梨紗 - 「ナース坂本のお大事になさってください!」
- 土曜：内田雄基※デイゲーム時/森田耕次※ナイトゲーム時
- 日曜：不定（実況アナウンサーの持ち回り）

NRN裏送り
- ひろたみゆ紀（火・金曜）/前島花音（水・木）

#### 過去のスタジオ担当
石川、西村、柳田はフリーアナウンサー
- 飯田浩司
- 石川みゆき
- 上柳昌彦
- 川野良子
- 桜庭亮平
- 西村祐美
- 増田みのり
- 増山さやか
- 柳田さやか
- 山本剛士
- 山本麻祐子
- 吉田尚記

NRN裏送り
- 栗村智
- 新行市佳

## ネット局（試合中継を担当する局）
| 放送局 （番組タイトル）                            | 担当球団        | ネット曜日        | 備考 |
| -------------------------------------------------- | --------------- | ----------------- | --- |
| STVラジオ （STVファイターズLIVE）                  | 日本ハム        | 月→金             | 東京ドームで開催される日本ハム主催試合は、ニッポン放送に中継制作を委託するが、解説者のみSTVから関東圏在住者を中心に派遣される場合がある（西武・ロッテ主催時の裏送りでも同様）。 2018年以降のニッポン放送担当曜日に開催される「西武対日本ハム」において、ニッポン放送が中継カードとしない場合、『文化放送ライオンズナイター』をネット受けする場合がある。同番組の放送のないナイターオフシーズンは従来通りニッポン放送の裏送りで対応。 |
| 北海道放送 （HBCサタデー&サンデーファイターズ）    | 日本ハム        | 土・日            | NRNナイター非参加局であるが、土・日の日本ハム主催試合が予備カードに設定され、LF・MBS（かつてはSTVの裏送りも該当）のいずれも予備待機できない場合に限り、NRN加盟社として中継を配信することがあり、2018年以降は本番カードにも適用。LFが本番カードとして北海道に乗り込んで中継を行う場合は、STVに代わって技術協力を行うことがある。 2021年以降、STVが土・日の中継を全廃したため、デーゲームやオフシーズン編成の場合でも本番・予備カードとして採用されることがある。 |
| 東北放送 （TBCパワフルベースボール）               | 楽天            | 月・水→日         | 火曜日はJRNネットのため『ヤクルト vs 楽天』を除いて自社では放送されないが、裏送りでNRN向けの中継制作は行う。予備カード時に対戦相手地元局が自社制作した場合、そちらにNRN中継担当を委託することがある。 土・日もJRN優先であるためJRN各局のネット予定がある場合〔例：『楽天 vs ソフトバンク』でのRKB毎日放送〕、東北放送はQR-NRN向けを裏送りとするが、この場合にTBC - LF -〔MBS〕- JRN系列局［RKB・HBC・CBC］の変則ネットとなる場合がある。また、2018年以降の土・日はQR-NRN向け中継を裏送り対応のみに固定したことや、ニッポン放送が現地へのアナウンサー派遣を控えるようになったため、本番カードでもネット受けが行われるようになった。 2009年と2011年以降、ニッポン放送担当曜日に開催される「西武対楽天」において、ニッポン放送が中継カードとしない場合、『文化放送ライオンズナイター』をネット受けする場合がある。 |
| 東海ラジオ放送 （東海ラジオ ガッツナイター）       | 中日            | 月→金             | 平日のデーゲームや月曜のナイターは「東海ラジオ ガッツナイタースペシャル」として放送（2024年度から）。 関東開催の土日ビジター中継は通常文化放送が制作・技術協力を担当するところを、ヤクルト・DeNA主催のデーゲームの場合はニッポン放送が担当していたが、2013年からDeNA主催分は月曜開催も含め文化放送が担当している。 巨人主催の対中日戦はNRN全国ネットカード時や、ニッポン放送がデーゲームを関東ローカルで本番とした場合の一部のみ中継を行う。 通常ネットを組まない土・日についても、デーゲームやオフシーズン編成に限り局間ネットとすることがある。 |
| CBCラジオ （CBCドラゴンズサタデー&サンデー）       | 中日            | 土・日 （夜のみ） | NRN非加盟局（JRN単独加盟）であるが、土・日のナイターの中日主催試合が予備カードに設定され、LF・MBSとも予備待機できない場合に限り、LF向けに中継を配信する。 |
| MBSラジオ （MBSベースボールパーク）                | 阪神 オリックス | 火→木・土・日     | 土・日曜日の一部試合はナイターを中心にJRN各局への配信も担当する。この場合、MBS-LF-JRN系列局［HBC・CBC・RKB］の変則ネットとなる場合もある。LFが本番カードとする場合は、LFが自社制作するか、MBS-LFの局間ネットとHBC・CBC・RKB向け裏送りの二重制作（もしくはMBSまたはABC協力によるHBC・CBC・RKBの自社制作）か、そのままMBS発で変則ネットとするかのいずれかになる。土・日・月に「巨人対阪神」か、「巨人対オリックス」がナイトゲームとして行われ、かつRFラジオ日本がJRNナイターの扱いとして放送する場合は、RF制作のJRNナイターの扱いとするか、TBSの技術協力によるMBS自社乗り込みのいづれかとなる（この場合、RF 向けの放送にMBSのアナウンサーがベンチレポーターが派遣される）ことも想定されるが、2015年以降これらの曜日のRF制作中継がJRNナイター使いとなった実例はなく報道素材としてのJRNへの配信にとどまり、MBSはLF制作中継にリポーターを派遣しつつ別途LFの技術協力による自社乗り込みとなっている。 |
| 朝日放送ラジオ （ABCフレッシュアップベースボール） | 阪神 オリックス | 月・金            | オリックス戦は自社では殆ど放送しないため、対戦相手地元局が自社制作した場合はそちらにNRN中継担当を委託することがある。 土・日は文化放送をキー局とするNRNナイターの制作 と、JRN各局［HBC・CBC・RKB］向けのデーゲーム中継制作を行う。 2012年以降、月曜の阪神戦中継でも予備カードを設定しているため、中止時にはNRN各局がABCに中継を配信するが、自社が月曜中継を廃止したLF制作時は裏送りとなる。 2013年はABCの要員不足により、金曜ナイターの巨人・DeNA主催阪神戦ではLFに代わってQRが裏送りを担当することがあった。 |
| 中国放送 （RCCカープナイター）                     | 広島            | 月→金             | 2017年までは火曜日はJRNネットのため『ヤクルト vs 広島』を除いて自社では放送されないが、裏送りでNRN向けの中継制作は行っていた（ただし予備カード時に対戦相手地元局が自社制作した場合、そちらにNRN中継担当を委託することがある）。2018年からはTBSラジオの野球中継撤退に伴うネットワーク再編により平日はナイトゲームに限り全曜日NRNに統一されることになった。 月・土・日も2014年までナイターイン編成ではJRN優先であったためJRN各局のネット予定がある場合〔例：『広島 vs 中日』でのCBCラジオ〕、NRN向けを裏送りとしていたが、この場合は土・日に限りRCC-LF-〔MBS〕-JRN系列局［RKB・HBC・CBC］の変則ネットとなる場合があった。 月曜は、広島が関与する試合のみの放送で、通常はTBS-JRNとのネット（関東圏の球団との対戦時はJRN・NRN共用素材扱いの場合あり）を基本としているが、NRN・JRNの放送日数バランスやネット局対応の関係で、自社制作分のNRN向けを自社向け本番として放送する場合がある他（主にJRN系列局が自社乗り込みした場合。過去にはLF向けの対巨人・横浜・ヤクルト戦や、年度によりJRN向けの制作がない時にABCが予備カード扱いとした中継が主に該当）、ヤクルト主催（LF発）は放送権の関係で、楽天主催（TBC発）・阪神・オリックス主催（ABC発）は相手局がメインとしているラインに合わせるためNRN扱いとなる（但しABC発の場合は、オリックス戦のRCC向け裏送りだとNRN素材扱いでありながらRCCに合わせてJRNの速報チャイムを使うことがある）。 通常裏送り対応となる土・日についても、デーゲームやオフシーズン編成に限り局間ネットとすることがあり、2025年からは土曜ナイターでも対在京球団戦に限りNRN向けとの兼用で局間ネットが行われるようになる。 |
| 九州朝日放送 （KBCホークスナイター）               | ソフトバンク    | 月→金             | 2012年以降のニッポン放送担当曜日に開催される「西武対ソフトバンク」において、ニッポン放送が中継カードとしない場合、『文化放送ライオンズナイター』をネット受けする（ただし、2012年の水曜日に関してはKBCホークスナイターが九州地区の局にネットされることから必ずニッポン放送制作中継を放送した）。同番組の放送のないナイターオフシーズンは従来通りニッポン放送の裏送りで対応。 月曜に東京ドームでソフトバンクが主催試合を行う場合、2017年まではQRに制作を委託するが、相手が西武となる場合は『ライオンズナイター』のネットではなく、LFに制作を委託していた。TBSラジオの野球中継撤退の影響で2018年はLF技術協力による自社制作で放送。 通常ネットを組まない土・日についても、デーゲームやオフシーズン編成に限り局間ネットとすることがある。 |
| RKB毎日放送 （RKBエキサイトホークス）              | ソフトバンク    | 土・日 （夜のみ） | NRN非加盟局（JRN単独加盟）であるが、土・日のソフトバンク主催試合が予備カードに設定され、LF・MBS（かつてはKBCの裏送りも該当）とも予備待機できない場合に限り、LF向けに中継を配信する。2018年以降は本番カードにも適用。 |

※TBCとRCCは土・日ナイターの中継制作にも携わるが、RCCは文化放送をキー局とするNRN中継をメインとするため、ナイターオフ編成時や一部のカードを除き裏送りでの対応となる。

### 裏送り、技術協力へのスタッフ派遣
ニッポン放送は平日のNRNナイターにおける関東地区担当局であるので、埼玉県の埼玉西武ライオンズ、東京都の読売ジャイアンツ、東京ヤクルトスワローズ、千葉県の千葉ロッテマリーンズ、神奈川県の横浜DeNAベイスターズの主催試合は、ニッポン放送での放送がない場合でもアナウンサーや解説者、スタッフなどを派遣している。これは、上記の局向けの中継（その地域においてはビジターゲーム。裏送りと呼ばれる）やその日のメインカードが中止もしくは早く終了した場合の予備、NRNのニュース番組用の実況録音（1990年代には全試合のテレビ中継やインターネットでの速報がなかった為、球場から送られる実況音声を元に他球場速報を行っていた。その為、放送予定のない実況のことをアナウンサーは経過送りと言うことがある。）を行うためである。
最近は、ニッポン放送で中継予定のないカードで、系列局が地元球団のビジターゲームとして現地乗り込みの自社制作を行う場合は、ニッポン放送からアナウンサーや解説者を派遣せず、系列局の自社制作分を実況録音の素材として使用することがある。
ヤクルトが主催する試合は、TBSラジオを含むJRN各局には中継放送権が与えられていないため、基本NRNの独占放送となるが、上記のとおり、大阪2局は開局当初の番組配信、並びに在京局の新聞社の資本関係などの名残りによりABCとMBSがJRN・NRN並列加盟を継続しているため、阪神戦以外のカードであっても、どちらかがJRNネット受け である場合にはLFからの裏送りが放送された試合もある。最近では2011年（1stステージ）、2015年（ファイナル）のクライマックスシリーズで「ヤクルト対巨人戦」が開催された時にこのケースが発生している。1960年代から1970年代頃は他局制作のネット受けを行わず、ニッポン放送がすべて自社制作していた。
セ・パ交流戦で「ヤクルト対日本ハム」の試合がデーゲームとして開催される場合、2016年まではSTVラジオはワイド番組を優先 する放送編成方針により、デーゲームは放送しないため、本来はJRNナイターのみを放送するHBCラジオ に裏送りをする試合がある他、「ヤクルト対楽天」・「ヤクルト対広島」が開催される日には本来JRN受け となるTBCラジオ、RCCラジオ向けにNRNネット扱いでの裏送りとする試合や、ナイター開催の場合は特に2013年以後の日曜日 に地方開催時はLF-MBSラインとの共用によるネット受けになる例もある一方、首都圏開催時は原則として文化放送が別途裏送り（ビジター地元局からの制作委託）を実施する か、ビジター側地元局が乗り込む かのいずれかとなっている。

### 巨人戦以外への対応
現在は巨人以外の関東のチームの試合は、後述のヤクルト主催の一部を除き巨人戦がデーゲーム、あるいは雨天中止などになった場合の予備カードからの繰り上がりを含めた全国放送に昇格する試合以外はニッポン放送ではめったに放送する機会がないため、巨人・ヤクルト以外の関東地方のチーム同士の対戦の時は完全に放送されない場合と、それ以外の地方に所属するチームとの対戦であれば対戦相手のチームの地元局のみで放送する場合が多い。
NRNに巨人主催ゲームの放送権が回復した1993年から、横浜主催ゲームがJRNに再度完全開放される直前の2001年まで、水 - 金曜のNRNナイターは、巨人主催が対ヤクルト・横浜以外の場合、ヤクルトまたは横浜主催（ごく稀にビジターゲームも）を優先する事が多かったため、対戦相手の地元局や、巨人戦を優先する方針を取っていた一部系列局（STVラジオなど日本テレビ系列と兼営またはそこから分社化した局が中心）は、巨人主催ゲームを裏送りでネット受けすることがあった。これは系列各局のローカルスポンサーの意向も影響した模様。この関係で予備カードの巨人戦もネット局が複数ある場合は全国ネットの体裁（実況アナウンサーが「ニッポン放送の制作で全国の皆様に」とアナウンスするなど）で制作することがあった。その一方、東海ラジオは巨人対中日戦が行われた場合も、同じ中日新聞資本のCBCラジオとの関係上、そのままヤクルト・横浜主催ゲームをネット受けし、特に1995年に横浜対中日戦をニッポン放送がCBCラジオに裏送りする特例措置が開始されるまでは、巨人対中日戦がNRN本番カードであっても、SFのみ第1予備カードを本番に繰り上げたり（関東圏の試合だとLFがSF向けに裏送りするか、当該カードがLFローカルで巨人対中日戦がNRN裏送りであればLFとの局間ネット）、裏カードがない場合は野球中継以外の番組を放送することがあった（土・日曜のQR制作時も同様）。東海ラジオはその措置の名残なのか2017年現在も巨人対中日はナイターでのNRN全国ネットカードやデーゲームを含むナイターオフ編成の開幕カード・優勝決定試合・クライマックスシリーズの場合のみ放送を行い、かつSFの乗り込み自社制作は放送できない時の素材収録にとどまる。デーゲーム時にLFまたはQRが中継しても一部例外を除いてSFへのネットができないため、裏開催のヤクルトもしくはDeNA主催をLFからの裏送りで、阪神主催を土曜日はMBSからのネット受けで、日曜日はMBSからの裏送りまたはABCからのネット受けのいずれかで、広島主催をRCCからネット受けで、ソフトバンク主催をKBCからのネット受け〔2018年まで15時台は競馬中継のため裏送り〕で放送する場合がある。ナイター時に巨人対中日がLFローカルの本番カードで、NRNナイター本番カードがヤクルト主催等の裏送りとなった場合の東海ラジオの対応は2017年現在実例がないため未定。
1995 - 1996年は、TBSラジオの巨人主催ゲームが、読売新聞社からの直接購入から再びRFラジオ日本経由の購入となった余波で、1992年以前とは逆に、水 - 金曜日の巨人主催の対ヤクルト・横浜戦がナイター編成時は引き続き読売新聞社からの直接購入となったLF/NRNとRFにしか認められなかったため（北海道シリーズのデーゲームとナイターオフ編成の開幕カードはTBSも放送可だった）、阪神戦がデーゲームまたは非開催の時は、該当カードをヤクルト･横浜主催時と同様にLFがNRN（水・木曜はMBS経由、金曜はABC経由で放送）向けとは別に水・木曜ABC向けと金曜MBS向けを制作して裏送りしていた他、自社制作時の技術協力も曜日を問わずLFが担当した。
その名残に加え、巨人主催ゲームの放送権料負担軽減も兼ね、現在でも、年数回NRNナイター本番カードをヤクルト主催ゲームとして、巨人戦を予備カード扱い（対戦相手の地元局〔主に対広島戦のRCC、対ソフトバンク戦（交流戦）のKBC〕に裏送り）、またはLF単独放送（主に在阪局が乗り込む対阪神戦と、関東圏同士となる対DeNA戦）、またはLFと対戦相手地元局（主に対広島戦のRCC）との局間ネットとすることがある他、逆にLFローカルをヤクルト主催、NRN本番カードを巨人戦（ホーム・ビジター問わず）とする場合もある。
一例として、2012年7月10日 - 12日（火 - 木）は「ヤクルト vs DeNA」をNRN本番カードとして放送し（LFでは11日はサッカー日本代表戦中継のため、12日は『巨人 vs 広島』を自社で放送するため裏送り）、「巨人 vs 広島」は10日はMBS技術協力による解説者込みでの予備待機のみ（RCCはJRNネットで、かつ京セラドーム大阪で開催の上、TBS-JRNが『阪神 vs 中日』〔ABC制作〕を本番カードとするため、TBSがABCの技術協力でRCCへの裏送りを担当）、11日（長良川球場）はSF技術協力によりLFがRCCへ裏送り、12日（東京ドーム）はLF-RCCの局間ネットで放送された。
また、2022年9月にはヤクルトのリーグ優勝が目前であることから、同月中旬からヤクルトのリーグ優勝決定まで、ニッポン放送ではヤクルト戦（ホーム・ビジター問わず）を放送し、地方局へは巨人戦（ホーム・ビジター問わず）を裏送りした。
2023年6月16日（金）は、ニッポン放送では、『横浜DeNAvs.千葉ロッテ』（横浜スタジアム）の関東ローカル放送を行い、『巨人vs.東北楽天』（東京ドーム）は地方局への裏送りを行った。

### クライマックスシリーズの対応
クライマックスシリーズ実況中継では両リーグとも、曜日に関係なくNRNの関東地区担当局となっている。同シリーズは出場チーム地元局のみが敵地開催を含めて独自で中継することが殆ど（ニッポン放送も、関東圏外開催の試合であっても自社スタッフを送り込み関東地区向けに放送する）であるが、関東球団出場の場合、それらの地元局中継にもリポーターを派遣する。『巨人 vs 中日』の際の東海ラジオや、ファーストステージで阪神が敗退した場合のファイナルステージにおけるMBSなど、ニッポン放送の中継をNRN系列局が直接ネットすることもある。大阪地区のNRN担当はこれも原則として曜日を問わずMBSとなるが、ヤクルト主催に限り、対阪神戦のABC自社制作分へのニッポン放送の技術協力が想定される他（2011年現在実績なし）、阪神が関与しないヤクルト戦（2011年と2015年は対巨人戦）をABCが放送する場合、ニッポン放送が同局向けに別制作して裏送りすることがあり、この場合はファースト・ファイナルを問わずヤクルト非関与のステージも曜日によるMBS・ABCとの振り分けがJRN共々実施される。2015年度のファイナルはNRN向けと10月14日と15日はABC向け、16日はMBS向けに二重制作した。17日はNRN向けはSFもネットした。ABCは自社制作した。

パ・リーグ（クライマックス・パ）の方も、セ・リーグの決着後のファイナルステージなど一部のカードを放送するが、こちらは2015年まではNRNの担当からは外れる形になっていた。しかし、それまでクライマックス・パのNRN関東地区担当局であった文化放送が、2016年からクライマックスシリーズの中継から撤退した為、クライマックス・セ早終了時又は雨天中止時には予備カードに設定される場合がある（文化放送が放送を行っていた当時も、同局の自社制作時には同様の対応を採ったこともあった。2013年の楽天×ロッテ TBC制作で実例あり）。関西地区担当局はABC（裏送りのみ）となっている。
JRN・NRNのクロスネットでかつ1局地域のRCCは、広島が関与する試合のみ放送するが、全試合JRN系列局からのネット受け もしくは自社制作で放送している。2016・2017年のファイナルステージ（いずれも対DeNA、マツダ）は、TBSラジオは一部試合で、LFはで全試合で自社乗り込みを行い、前者は関東ローカルで放送し、後者はMBS・SFにネットしたが、RCCの実況も一応のJRN（主に自社制作を行わない試合でのTBSなど）・NRN（主にセ・リーグの中継を行わないQRなど）共用の報道素材として扱われた。放送権の関係上LF（NRN）からのネットまたはLF技術協力の自社制作となる可能性が強いヤクルト主催の対応は2017年現在実績がないため未定。

### 日本シリーズの対応
日本シリーズ実況中継では、ニッポン放送は2017年までは西暦偶数年の1,3,5,7戦、西暦奇数年の2,4,6戦に於けるNRN全国中継の担当局となっていた。大阪地区のNRN全国中継のネット受けは2018年までは1,2,6,7戦はMBS、3,4,5戦はABCが行っていた。

TBSのプロ野球中継撤退に伴い、ネットワークが再編された2018年は全試合文化放送がNRN向けを担当し、ニッポン放送は非NRN扱い自社乗り込みで放送した。
2019年以降はセ本拠地で開催する試合（西暦偶数年の1,2,6,7戦、西暦奇数年の3,4,5戦）について、ニッポン放送がNRN全国中継の担当局となっている。大阪地区は開催年に関わらず、阪神とオリックスが主管となる試合に限り、1,2,6,7戦をABC、3,4,5戦をMBSをNRN中継の担当とした一方で、阪神不出場かつオリックス以外が主管となる試合はMBSが曜日に関わらずNRN全国中継をネット受けする  。59年ぶりの『関西ダービー』となった2023年の「オリックス対阪神」では、先述の対応とせず、京セラドーム大阪で開催の1,2,6,7戦は、MBSからの非NRN扱いのネット受けで放送。
地方クロスネット局は放送局によって扱いが異なる。

ニッポン放送は以前からNRN全国中継担当日でも全国向けと自社向けの二重制作をすることがあるほか、関東地区以外で行われる試合では2022年まで文化放送が行っている地元のNRN系列局からのネット受けを一切行わず、ニッポン放送のスタッフが乗り込んで関東ローカル向けに自社制作を行ってきたが、2023年の「オリックス対阪神」において、史上初めて全試合ネット受けでの放送を行うことになった。
さらに、2024年の「ソフトバンク対DeNA」は、非NRN扱いとなるソフトバンク主管の第3・4・5戦で、JRN単独加盟局のRKB毎日放送からのネット受けを行うことになった。
なお今後、日本シリーズに楽天が進出した場合、クロスネット局であるTBCがQR-NRN向けと別にLF向けの二重制作を行うか、ビジター側地元局の乗り込み制作分（相手が阪神・中日・広島の場合のみ該当）をネットするか、あるいは2022年以前同様に乗り込みの自社制作を行うかのいずれかになるかは未定である。同様に西暦偶数年にオリックスが進出かつ対戦相手が阪神以外となる場合、自社では放送しないABCに中継制作を委託するか、ビジター側地元局の乗り込み制作分（相手が中日・広島の場合のみ該当）をネットするか、あるいは自社制作を行うかのいずれかになるかは未定である。

### 週末（土・日）におけるネット対応

#### MBSとの局間ネット時の対応
MBSラジオは1976年まで週末ナイターは文化放送が制作・幹事局を務めたNRNナイターをスポンサーごとネットしていた。MBSが1976年に「ブレーブス・ダイナミック・アワー」を日曜ナイター枠に編成した際、QRからのNRNナイターを予備カード補充・スポンサーのCMを含め一切行わず、翌1977年に土曜・日曜NRNナイターの大阪地区でのネットをラジオ大阪に移譲した際、土・日は関東ローカル向けだったLFの中継をMBSとの局間ネットにして放送を開始した。
1994年10月から、土曜日のMBSラジオ制作の競馬中継（現在の『GOGO競馬サタデー!』）が、ラジオ関西への完全委託放送に移行したため、それまでは不可能だった土曜日の阪神タイガース戦デーゲームに限り、1995年のシーズンから放送することが可能となり、関東での阪神ビジターゲームに関しては適宜LF裏送り、ないしはLFの技術協力を仰ぐ形でMBSが乗り込んで放送する試合も増えた（ごくまれにLF-MBS局間ネットによるデーゲーム放送が行われたこともある）。

土・日のMBSとのネット時は、オリックス・阪神主催試合はMBS制作（ただし一部はニッポン放送制作）、それ以外は原則ニッポン放送制作である（関東地区以外で開催の試合は上記NRN各局の技術協力。関東地区以外で開催の阪神ビジターゲームはMBS制作で放送する場合もある）。
ただし、パ・リーグのカードを中継する場合、みずほPayPayドームのソフトバンク戦の時はMBS制作（まれにRKB制作）、札幌ドームの日本ハム戦の時はHBC制作、楽天モバイルパーク宮城の楽天戦はTBC制作になる場合がある。これは、土・日曜に巨人の試合がデーゲーム、あるいはナイトゲームの試合が中止の時、さらに他球場の試合もデーゲーム、あるいは中止という理由により中継される（主に土曜のみで、日曜は原則パ・リーグはデーゲーム開催のため、普通は行われない）。
かつては土・日曜の広島主催試合でのRCCのQR-NRNラインへの裏送り・TBS-JRNラインに配信の自社放送分との三重制作による裏送り（解説者のみLFまたはMBSから派遣の場合あり）や、対阪神戦以外でのMBS制作（解説者のみRCCからの派遣となる場合あり）や、中日主催試合での東海ラジオの二重制作による裏送りとなった例もあった。
2010年代以後、TBSラジオの週末のナイター放送の廃止（2017年全曜日廃止）で、週末ナイターが文化放送を幹事局とするNRNナイターの全国放送と、LF-MBSの局間ネットとなって以後、本拠地ではない府県での週末ナイターの放送が相次いで廃止（特に日曜の分は2010年にほぼ全廃。土曜は少なくとも2012年ごろまでは多くの地方局でネットするも、以後は段階を追って土・日曜のナイターそのものが廃止される傾向が強まる）していき、文化放送も2013年からの日曜に続き、2019年からは土曜を含む週末ナイターの自社放送を廃止・裏送り放送となったことから、2023年において、ナイター中継を定期枠で放送するのは、土曜のニッポン放送と山口放送の『KRYエキサイトナイター』、並びに日曜のMBSラジオの『MBSベースボールパーク』のみとなった。
2023年は広島対巨人戦のマツダスタジアム開催分で、土、日の放送を中国放送側の人件費抑制のためあえて行わず、同時刻の関東での他球場の試合に当てたこともあった（2023年8月19日。この日はMBS-Rと局間ネットで、DeNA対阪神戦（横浜）を放送した）。
またまれに日曜に当初からナイターが組まれながらも、日程調整の都合でナイターの放送を組まないケースもある。一例として、2022年5月1日の「ヤクルト対DeNA」戦（神宮）で、この試合は雨天中止となったが、ラジオにおいてはNRN独占放送であるヤクルト主催試合であるため、本来開催が予定通り行われていたなら中継可能であったが、同年4月17日にスペシャルウィーク開催に付随した特別番組編成を組んだ都合上、その代替として開催の有無にかかわらず、全試合デーゲームか当初から開催予定がない日の編成に準じたスタジオ番組（「ショウアップナイターSP」ではない）を行った。

2010年から土・日曜の中継では、制作費削減のためか関東・関西以外の中継において地元NRN各局制作による裏送りを再開した（QR-NRNラインと二重制作の場合あり。特にTBC・RCCといったクロスネット局では平日にJRN・NRNの二重制作を行っているが、土・日曜はJRNナイター全国中継が廃止されたこともあり、裏送りを要請しやすくなったのも要因といえる）。ただし場合によってはニッポン放送もしくはMBS制作の場合あり。さらには2010年シーズン後半からは予備カード限定でJRN加盟局<HBC・CBC・RKB>制作の中継のネット受けも設定することになった。ただし、本番カードのJRN系列局制作中継のネットおよびJRN加盟局制作の予備カード中継が繰り上がってニッポン放送で流れたことは2013年シーズン終了時点で一度もない。ナイターカードに巨人が絡まない場合、野球中継を行わない場合がある（その場合、MBSは自社制作するか、そうでない場合はHBC・CBC・RKBとネットを組むか、ニッポン放送がネットする場合と同様にNRN担当局が別途MBS向け裏送りを制作する）。
MBSでは、阪神戦以外でのネットを、2019年より土曜は取り止め、2021年より日曜は21:00までで終了、と規模を縮小させている。

上記のリスナープレゼント企画「勝っているのはどっちだ?クイズ」のスペシャルウィーク期間中は関東主催ゲームは同じように全国放送だが地方主催ゲームはニッポン放送独自の制作として自社制作で実況する。

この企画は7時・8時の時報後、ニッポン放送制作の場合、「時刻は7(8)時を回りました。ニッポン放送の制作、○○vs××は、1対0で○○がリードしています」と実況アナウンサーが言った後、ジングルが鳴り、スタジオから試合経過・当選者の発表を行う。他局制作の場合は時報後すぐにジングルを鳴らす。CM中に7(8)時を回った場合、CM明けにジングルを鳴らし、スタジオから経過と当選者発表を行う。試合進行中のためスタジオと実況が重なる（CM明けのときは除く）。又、同点（0対0含む）の場合は、頂いたすべてのFAX・Eメールの中から抽選となる。

過去に茨城放送（IBS→LuckyFM）も土曜と日曜に限り「IBSショウアップナイター」として、ニッポン放送と同時中継（スポンサードネット）で放送したことがあった
2012年6月2日の「オリックス対巨人」はMBSが制作を担当したが、MBSではHBCラジオ制作「日本ハム対阪神」を放送したため、「オリックス対巨人」はLF向け裏送りとなった（巨人側のレポーターのみLFから派遣。その他はMBS側で出演者を用意。NRN全国放送用のもの はABCラジオ制作で、こちらも裏送り だった）。

#### JRN中継への対応
過去には土・日の福岡ドーム・北九州市民球場からのLF・MBS自社制作時の技術協力をKBCが担当できない場合、JRN系列単独ながらLF・QRとも個別の番組取引関係があり、かつMBSと資本面で兄弟的関係で、JRN・NRN発足前の1960年代初期には「FOLネット」を結んでいたRKB毎日放送が担当したことがある。RCCも『ヤクルト vs 広島』の福岡開催時に本来放送権がないRKBの技術協力となったことがあり、この時は速報チャイムを使用しなかった。
前述したとおり、2010年からJRNの土曜・日曜ナイターの放送がTBSラジオ側の方針として行わないことになったため、NRN・JRNクロスネット局であるMBS・TBC・RCCが、土・日曜の試合を、元からネット関係を締結していたLF-MBSライン予備カード兼用としてJRN系列局（HBC・CBC・RKB）にネットする場合のうち、ニッポン放送での放送がない場合は、他球場速報にJRNの速報チャイムを使用しているLF-MBSライン本番カード兼用として（もしくは予備カードからの繰上げで）ニッポン放送へのネットがある場合は速報チャイムなしとなっていたが、2018年からMBSは独自の速報チャイムを使用している。
2013年に、土・日曜のABCへの裏送り中継でNRNキー局のひとつである文化放送がTBSラジオ-JRNの速報チャイムを使用した。2015年4月19日はニッポン放送が乗り込み自社制作した阪神対巨人戦（阪神甲子園球場）で最初の他球場速報の時に、技術協力を行ったMBSのセッティングミスで誤ってJRNの速報チャイムが流れ、2回目にNRNのチャイムに修正された。
土・日曜のナイターが阪神またはオリックス主催でMBS制作の場合、中日・日本ハム、ソフトバンクに関係する試合が本番になる場合、LF-MBSに加え、MBSと同じJRN系列（HBCは基本NRNとのクロスだが、ナイターに関してはJRN単独） であるRKB（事実上「FOLスポーツネット」の復活）や、HBC・CBCいずれかとの変則ネットを組むパターンが生じる場合がある。また予備カードにJRN単独系列局制作のカードが組み込まれることがある。
1. 2015年7月4日には、「オリックス vs ソフトバンク」で初めて本番カードでのMBS-LF-RKBの変則ネットが予定されていたが、雨天中止となり、RKBは他カードへの振り替えをしない方針に則って通常番組を、MBS・LFはTBCの裏送り（MBS-LF向け裏送り、自社向け-HBCにネット、STV-QR-NRN向け裏送りの三重制作）による「楽天 vs 日本ハム」の裏送りを受けた[124]。
2. 2016年5月14日には再び「オリックス vs ソフトバンク」が本番カードとなり、こちらは予定通り開催されたため、本番カードにおけるMBS-LF-RKBの変則ネットが実現した[125]。この時はRKBが当該3局で唯一JRNで放送されたことを踏まえ、デーゲーム結果速報はチャイムはNRN（鐘）、JRN（電子音）とも使われなかった。
3. 2016年7月30・31日には、「阪神 vs 中日」でMBS-LF-CBCの変則ネットが行われ、CBCからも中日ベンチのリポーターが派遣された（この時は高田寛之が担当していた）。MBSとLFでは予備カードとして「広島 vs DeNA」（RCC裏送り）[126]・「日本ハム vs ソフトバンク」（HBC・30日のみ）・「ロッテ vs 楽天」（LF・31日MBSのみ）[127] が組み込まれ、CBCは予備補充なしとした。5月14日同様速報チャイムはNRN（鐘）、JRN（電子音）とも使われなかった。
4. 2018年4月28日には三度「オリックス vs ソフトバンク」が本番カードにおけるMBS-LF-RKBの変則ネットとなった[125]。この時はJRNナイター廃止による対応もあり、デーゲーム結果速報は金曜日と同じMBS独自のチャイムを使用した。その後は非NRN扱いのニッポン放送制作による裏送りでも、MBS独自のチャイムが使われることがある。

TBSラジオ・JRNがネットワークとしてのナイター中継を廃止した2018年からは、QRと分担して系列の垣根を越えてRKB・HBCの関東地区での試合（西武・ロッテ主催や東京開催の日本ハム・ソフトバンク主催）の中継への裏送り（制作受委託）や乗り込み制作時の技術協力を担当することになり、QRは平日を、LFは主に週末を担当し、関東・関西（MBS）・広島（RCC裏送りまたはLF乗り込み）の各地区での試合開催がない時に平日のQRと同様にCBC・RKB・HBCから本番カードとしてネット受けすることになった一方、ヤクルト主催以外の中日・日本ハム・ソフトバンクのビジターゲームでのLF制作の本番カードをJRN系列局にもネットした事例は、2021年4月17日（土曜）の西武対ソフトバンク戦のLF＝RKBネットが初となった（他球場速報チャイムはNRNのものを使用）。
1. 乗り込み自社制作を除いた最初の実例は、2018年5月19・20日のRKB向けの「ロッテ vs ソフトバンク」（ZOZOマリン・デーゲーム）で、RKBからの解説者・リポーター派遣はなく、全面的にLFに委託する形だったが、速報チャイムはLF制作ながらRKBに合わせてJRNの速報チャイムを使用した。その後のRKB向けの放送では元TBSラジオ解説者がLF・QR制作中継に出演する事例もある。
2. 2018年7月7・8日のHBC向けの「ロッテ vs 日本ハム」（ZOZOマリン・デーゲーム）では、解説者のみHBCから派遣し（7日＝新谷博、8日＝岩本勉）、実況とリポーターをLFのアナウンサーが担当した。速報チャイムはHBC・CBC・JRNネット時のTBCの3局共通の独自のものを使用した。
3. 7月14日のオールスターゲーム第2戦（藤崎台県営野球場）は、MBSに加えてCBC・RKB・HBCがLFからのネット受けで放送した。
4. 9月22日の「ソフトバンク vs オリックス」（ヤフオクドーム）は同日唯一ナイター開催のため、LFとMBSがRKBからのネット受け（解説：島田誠、実況：櫻井浩二、ベンチリポート：佐藤巧）で放送した。デーゲームの結果は速報チャイムを使用せずに伝えた[129]。
5. 9月30日は本番カードの「ヤクルト vs DeNA」（神宮球場）が台風24号の接近で中止となり、「日本ハム vs 西武」（札幌ドーム）をLFとMBSがHBCからのネット受け（解説：建山義紀、実況：卓田和広）で放送した。

沖縄県でのプロ野球公式戦が土曜・日曜ナイターで開催される場合は、JRN単独加盟局の琉球放送（RBCiラジオ）制作による実況中継も中継カードまたは予備カードとして組み入れられる。最初の実例は2021年7月4日（日曜）の「日本ハム vs ソフトバンク」（HBC・RKBにネット）の第1予備編成（本番カードは「DeNA vs 巨人」）である。
土・日曜のデーゲームの音源は以下のような形で提供・使用される。
1. JRN系列局が関東圏開催のビジターのデーゲームでLF技術協力の自社制作を行った試合（主に日本ハムまたはソフトバンクの対西武またはロッテとのビジターゲーム）＝自社での素材収録待機に準じてJRN系列局の実況を使用
2. JRN・NRNのクロスネット局が二重制作を行った試合（主に広島主催での対中日・日本ハム・ソフトバンク戦でのRCC）＝基本的には従来通りNRN系列局向けの実況をQRと共通で使用するが、稀にJRN系列局向けの実況を使用する場合もあり[130]
3. 関西圏開催の試合＝基本的にLFがMBSの、QRがABCの実況を使用

### 火曜日のNRNナイター放送体制
火曜ナイターの放送のうち、プロ野球の本拠がない地域のNRNシングルネット局は以前から茨城放送、栃木放送、京都放送では放送休止していたが、2010年からラジオ沖縄も火曜ナイターを休止した。2019年現在、NRN火曜ナイターの放送は、いずれも本拠地のある地域のシングルネット4局（STVラジオ、ニッポン放送、東海ラジオ放送、九州朝日放送）と、JRNとのクロスネットで火曜日がNRN担当であるMBSラジオ、中国放送を含めた6局のみにとどまっている。火曜日のNRN本番カードが対戦カードにより、ニッポン放送1局のみのローカル放送になる場合がある。
その影響もあり、関東地区の試合の二重制作は2010年以降原則実施していないが、2011年9月27日（火）には異例の事態が発生した。当日は横浜対巨人（横浜スタジアム）をNRN全国中継カードとしていたが、ヤクルトが優勝争いをしていることからニッポン放送は第1予備カードのヤクルト対阪神（神宮）を関東ローカルの扱いで放送（MBSも神宮に乗り込み別制作）。東海ラジオは第2予備の広島対中日（マツダ、RCC裏送り）、九州朝日放送とSTVラジオも第3予備のソフトバンク対日本ハム（ヤフー）を放送したため、本来のNRN全国中継カードが素材録音同様の扱いとなる逆転現象が発生した。

### 独立局へのNRNナイターの特例ネット
2010年の3月31日・4月1日に行われた横浜対巨人（横浜スタジアム）が特例でラジオ関西（ラジオ関西ジャイアンツナイター）にネットされた。ラジオ関西はラジオ日本とのネット関係がある独立局であるが、大阪地区で放送されないNRNネット番組を一部番組販売購入という形でネット受けしている。これはナイターオフ編成時の特例である（2010年のナイターシーズン編成は4月5日から）。

### NRN独占カードの対応
「NRN独占カード」とは1979年以降のヤクルト主催カードおよび1979 - 2001年の大洋・横浜主催カードのニッポン放送を中心としたNRN加盟局によるラジオ放送権について記述する。
- 北海道放送（HBCラジオ、『ファイターズナイター』）

北海道ではNRN単独加盟のSTVラジオのみ放送することができ、HBCの野球中継はJRNのみ担当しているが、NRNにも加盟している。これを利用して2006年のセ・パ交流戦では『ヤクルト vs 日本ハム』の放送権獲得に動き、公式サイトの放送予定にまで掲載したものの一時は断念した。しかし、STVラジオが巨人戦のネット受けとなったために放送権の獲得が成立し試合の1週間前に急遽HBCの自社制作での放送が決定した（ニッポン放送の技術協力）。中継対応は、JRN担当日のABCと同様の形態となった（速報チャイムは、JRNの速報チャイムである）。
2007年は同カード2試合（松山で開催）のうち、STVラジオが人気番組である「ウイークエンドバラエティ 日高晤郎ショー」放送のため中継できない土曜日のデーゲーム1試合をHBCが中継した。
2008年は2戦ともSTVラジオがニッポン放送制作による中継を行った（NRNナイターの全国中継カードとして放送）、2009年はSTVラジオが乗り込みの自主制作で放送。HBCはイースタンリーグの中継と通常の月曜編成で放送された（ニッポン放送は東京ドームの『巨人 vs 楽天』を放送）。
2010年はSTVラジオが5月23日は現地からの応援実況（ニッポン放送の技術協力。文化放送は東京ドームの『巨人 vs オリックス』を放送）、24日はニッポン放送制作の中継を行った。HBCでの制作・放送は出来ないため2日間ともJRNの他カードは放送せず、5月23日はイースタンリーグの中継。5月24日は通常通りの番組プログラムを放送したが、試合は雨天中止となり6月14日・15日に順延。こちらはSTVがニッポン放送制作版をネットしたため、14日は通常番組・15日はJRNナイターのネットとなった。
2011年の場合、6月3日（金）はSTVがニッポン放送制作版（NRNナイターの全国中継カード）をネットして放送のため、HBCはJRNナイター『巨人 vs 楽天』のネットとなったが、6月4日（土）はデーゲームのため、STVは2007年同様に「日高晤郎ショー」と重なり放送できず、HBCが自社制作で中継を実施した。
2012年は5月30日・31日にSTVがニッポン放送制作版（NRNナイターの全国中継カード）をネットして放送し、HBCは両日ともJRNナイター『巨人 vs 楽天』のネットとなった。
2013年は6月8日（土）と9日（日）にデーゲームで開催されるが、8日は「日高晤郎ショー」と重なるためHBCが自社制作する一方、9日はSTVが通常番組を短縮の上、文化放送の技術協力で自社制作した。当日はイースタンリーグもビジターゲームのため、HBCは裏カードの『阪神 vs ロッテ』をABCからネット受けした。STVラジオは2010年以降、原則的に曜日に関係なくデーゲーム中継しておらず、9日の中継は2010年9月26日の『日本ハム vs 西武』 以来のデーゲーム中継となる。
2014年は5月28日・29日にSTVがニッポン放送からの裏送りで放送し、HBCは両日ともJRNナイター『巨人 vs 楽天』のネットとなった。
2015年は5月26日 - 28日にSTVがニッポン放送制作版（NRNナイターの全国中継カード）をネットして放送し、HBCは26日が『巨人 vs 西武』、27日・28日が『DeNA vs オリックス』（いずれもJRNナイターの全国中継カード）のネットとなった。
2017年から2020年まではSTVがデーゲームも含めた日本ハム戦の全試合を中継する方針を打ち出したため、HBCでの『ヤクルト vs 日本ハム』の放送は不可能となっていた。
2021年からSTVでの月・土・日曜ナイターと全曜日のデーゲーム中継が中止となったことから、『ヤクルト vs 日本ハム』の土・日曜デーゲームが同年以降で初めて組まれた2024年は、特例でSTVが自社制作中継を行った。
2021年以降、2024年までの実例はないが、今後の同局の編成方針によってはHBCへの放送権譲渡が再び発生する可能性がある。また、TBSラジオの野球中継廃止で野球中継においてもHBCとニッポン放送・文化放送との関係が本格的に生じたことから、自社制作できない場合は両局に制作を委託する可能性もある。
- 東北放送（TBCラジオ、『パワフルベースボール』）

JRN担当日のセ・パ交流戦『ヤクルト vs 楽天』は、過去にはラインをNRNに切り替えて放送していた。ただし土・日曜日は本来ならNRNナイターは文化放送の担当だが、地方開催時の一部や消化試合を除いてニッポン放送での放送有無にかかわらず文化放送から裏送りを受けるRCCと異なり、文化放送がメインカードとせず、ニッポン放送がメインカードとした場合はニッポン放送制作のものを放送していた。このため土・日曜日開催の試合は、2008年はLF-MBSラインと共用となり、2009年はニッポン放送制作でのTBC向けの放送となった。
2011年はデーゲームのため中継自体なし。2012年からは週末のナイターで行われる関東のビジターゲームは、制作局の放送有無にかかわらず中継しない方針となり、平日開催分もNRNナイターの全国中継カードにて巨人戦が優先される事例が増え、さらにJRN担当日に中継カードに応じたNRNへの切り替えを行わなくなったため、TBCでニッポン放送制作による『ヤクルト vs 楽天』は2010年を最後に一度も放送されていない。ただし、2023年は火曜日に組まれた雨天中止分の振替試合1試合を、『ライオンズナイター』の本番として編成した文化放送制作中継のネット受けで放送した（このカード自体もTBCでは13年ぶりの中継）。
- 静岡放送（SBSラジオ、『SBSビッグナイター』）

巨人主催ゲームがRF・JRN複占、ヤクルト・大洋 - 横浜主催ゲームがNRN独占だった頃、同局でJRNラインで放送としている土・日・月曜のナイターが『ヤクルト／大洋 vs 巨人』の1試合のみ開催だった場合、JRNのレインコート番組を受けず、土・日曜を文化放送から、月曜をニッポン放送からのNRNラインで放送していた。この場合、日数補償のため水・木曜のNRNナイターまたはレインコート番組を、巨人主催ゲームのJRNナイターに振り替えた可能性があるが詳細は不明。
1974年から数年間、大洋・ロッテ等が静岡県草薙総合運動場硬式野球場での試合を相当数開催したため、SBSはJRN・NRNへの送り出し体制を整える等自社で制作出来る体制を整え、JRN向けにはTBSから、NRN向けにはニッポン放送・文化放送から数人の解説者をSBS兼任とさせる形で確保し、両系列への二重制作を行うこともあった。ヤクルト・大洋主催ゲームがNRN独占となった後もNRN加盟社として静岡県開催時にJRN担当日の自社制作が認められ、時にはLF同様JRN担当曜日のABC・MBS向けとNRN向けを二重制作することがあった。
火曜日の横浜主催ゲームがNRN独占時代の1996年に草薙で行われた際、SBSは自社制作を行ったが、特例でNRN扱いとした上でニッポン放送から解説者（八木沢荘六）の派遣を受けたが、JRNの他球場速報チャイムを使用した。2011年にも7月の火曜日に草薙でのヤクルト主催が行われたため、ニッポン放送から解説者（川崎憲次郎）の派遣を受けての自主制作を実施した（この時はニッポン放送からリポーターの派遣も受けたため、NRNの他球場速報チャイムを使用した）が、東日本大震災の影響で神宮から草薙へ会場変更された4月の3試合の自主制作は見送られている。4月の3連戦のうち1日は浜松の中日対横浜を自主制作しJRNにネットした。
静岡県内で開催する場合のみ自社制作を実施して、年度により静岡県内のみで放送する（全国向けはキー局または主催球団の地元局が制作して配信）場合と、ネットワークに配信する場合に分かれており、ヤクルト主催試合は前者、中日・DeNA・日本ハム主催試合は後者のケースが多かった。一方で、SBSが表にならないライン（火曜のNRN、水 - 金曜のJRN）は、以前は前述の通りSBSが二重制作していたが、1990年代以降はキー局または主催球団の地元局が制作し、原則としてSBSから裏送りを行うことはなくなった。しかし、2017年の火曜開催の『日本ハム vs オリックス』では本来NRN向けの制作を担当すべきSTVラジオがアナウンサーの派遣を見送ったため、久々にSBSによる二重制作が行われることになった（解説者のみSTVから派遣）。
2019年以降は水・木・金曜以外のナイターを放送していないが、静岡県内開催時のみ特例で枠を設けて放送する場合があった。この場合、現在でも同局ではヤクルト主催（過去に草薙での開催実績あり）以外は月曜はJRNとしているため、2008年7月29日の『中日 vs 横浜』（浜松）は、CBCから解説者と中日ベンチリポーターの派遣を受けた。NRN扱いの水 - 金曜の場合は、元ニッポン放送解説者の土井淳が本数契約で担当する場合もあった。2018年は火曜日もNRN扱いでの中継となったため、2017年以前のNRN担当曜日と同様の体制で放送された。2021年は土曜日に日本ハム主催試合が唯一のナイターとして行われたが、土曜分の定時放送最終年度となった2010年にNRNに切り替えた名残から、自社分はSTVから解説者の派遣を受けてNRN扱いで放送し、ニッポン放送・HBC向けにはHBC解説者の派遣を受けた別制作分が裏送りされた。
尤も2023年以降、静岡での一軍公式戦自体、ヤクルト主催試合が草薙で1試合だけ実施される程度まで減少（開催が無い年度もあり）したこともあり、SBSも中継制作そのものから事実上撤退した状態である（水・木・金曜のNRNナイター本番にあたった場合のニッポン放送制作分のネットは可能）。
- 中部日本放送→CBCラジオ（『ドラゴンズナイター』）

旧横浜大洋、および旧横浜ベイスターズ主催ゲームの放送をNRNが独占していた頃は、CBCでのビジターゲームと、東海ラジオでのホームゲームの放送を増やしたい中日新聞社の意向を受け入れ、1995年から2001年まで『横浜 vs 中日』に限りニッポン放送がCBCへの裏送りを行い、同時期から東海ラジオも中継本数調整のため素材収録のみ行っていた中日主催の週末デーゲームの放送を増やした。ネットワークの制限が緩い土・日曜の地方開催時のデーゲームでは、一部時間帯でLF-CBCの局間ネットになる場合もあった。この関係で東海ラジオでは1993年以降NRNでの放送が復活した『巨人 vs 中日』を月曜開催と北海道シリーズデーゲーム以外雨天予備扱いとすることが多かった他、NRNで巨人主催ゲーム中継が復活した翌年の1994年から横浜ベイスターズがTBSの傘下となる前年の2001年まで『横浜 vs 巨人』の裏ゲームにのみ認められていたTBSラジオ制作・JRN全国ネットのヤクルト主催ゲームの内、対中日戦だけはCBCへのネットが認められず、CBCラジオはJRNの雨天予備カードや雨傘番組を放送せざるを得なかった。（同様に阪神戦はMBS・ABCへの、広島戦はRCCへのネットが認められていなかったが、MBS・ABC・RCCはNRNにも加盟しているので、NRNにラインを切り替えるか、放送権を購入して自社制作を行うことで対応した）
この時代の名残で、現在でも東海ラジオは『巨人 vs 中日』はビジター乗り込みの自社制作や、NRN全国カードでない場合の在京局からの裏送り中継を行っていないが、特例でニッポン放送または文化放送がデーゲーム中継を行った際のネット受けの有無はカードにより異なり、開幕カードや優勝決定試合・クライマックスシリーズ以外のレギュラーシーズンでは中日球団のオフィシャルスポンサーとして『ドラゴンズステーション』を標榜するようになった2019年から行うことが多くなった。
1999年の中日優勝決定試合となった『ヤクルト vs 中日』は、特例として東海ラジオがニッポン放送協力で二重制作を行い、一方をCBCにネットしたことから、東海ラジオのアナウンサーがCBCの中継に登場した（解説者はニッポン放送から派遣）。2004年も中日の優勝決定直前の試合が『ヤクルト vs 中日』であり、1999年と同様にCBCでも放送したが、この時は2001年以前の『横浜 vs 中日』と同様にニッポン放送が裏送りを行った。いずれの場合も、基本的に速報チャイムは鳴らさなかったが、前述のLF-CBCネット時に、CBCでNRNのチャイムが流れたことがある。CBCは正式には加盟していないものの、「オールナイトニッポン」など一部の番組を相互にネットしたり、2011年からは土・日に中日主催試合が予備カードから昇格した場合にLFへ中継を配信するなどNRNからのネットも可能な体制となっている。このため、JRNナイター廃止後は西武・ロッテ主催の中日戦で、自社制作が行えない場合に平日は文化放送との関係が起こされ、土・日曜は前述の横浜主催以来のニッポン放送からの裏送りが復活することになった。
- 朝日放送→朝日放送ラジオ（ABCラジオ、『フレッシュアップベースボール』）および毎日放送→MBSラジオ（『MBSベースボールパーク』）

JRN担当日のヤクルト主催試合は、ニッポン放送の二重制作による裏送り分またはニッポン放送協力による自社制作分を放送。この場合は速報チャイムは、裏送りの場合は2006年度まではチャイムなしだったが2011年クライマックスシリーズではNRNの物を使用、乗り込み自社制作の場合はJRNの物を使う。
- ABC及びMBSは、火 - 木・土・日と月・金では、それぞれ異なるラインをとるため、ごく稀に中継中のチャイムを、その曜日に合わないチャイムを鳴らしてしまうこともかつてあった（自社制作の時になど）。3月終わりあるいは4月初めの金曜日にプロ野球開幕戦の中継が特別番組の扱いとして放送され、その時の中継カードが神宮球場の『ヤクルト vs 阪神』ということがしばしばあり、その際の中継ではNRN独占のヤクルト主催のゲームということもあってか、ABC及びMBS双方とも中継中のチャイムをNRN仕様のものを使ったこともあった。
- ABCでは土・日に行われる『ヤクルト vs 阪神』の自社制作を、2010年度以降も引き続きニッポン放送の技術協力で中継することがあるが、文化放送でも中継が行われる場合は、阪神サイドのリポーターが双方の中継を兼務するため、在京局との関係にねじれが生じている。その関係で、ニッポン放送のリポーターがMBSの中継に登場するのは地方球場開催時に限定される。ABCは土・日にニッポン放送の協力を受けた分の見返りとして、月・金に行われる『横浜 vs 阪神』や『巨人 vs 阪神』を文化放送の技術協力で中継することが多くなっている。ABCではこの2カードと交流戦のパ・リーグ球団主催カードは文化放送・ニッポン放送の要員の都合や、球場施設の関係でTBSラジオの予備ブースを使う場合、火 - 木曜の『ヤクルト vs 阪神』でニッポン放送が技術協力を行った見返り等が絡む場合はTBSラジオが技術協力を行う場合もあった。
- ニッポン放送の再編の影響で、2007年度以降、JRN担当曜日のヤクルト主催試合の中継は、乗り込みの自社制作に限定されることになり、ニッポン放送が裏送り分を制作することは原則として行われなくなった。そのため、『ヤクルト vs 阪神』以外のカードは聴取率調査期間における自社制作を除き、JRN担当曜日の放送対象から外されることになった。そのため、JRN担当曜日のナイターが阪神の関与しないヤクルト主催試合のみとなった場合にはTBSラジオの雨傘番組（ABCの土・日は時期によって通常番組）を放送することが多くなった。しかし、2010年からABCが土・日に文化放送幹事のNRNラインの中継担当となったことで、土・日に限り阪神の関与しないヤクルト主催試合の並行放送が復活した。さらに2011年と2015年のセ・リーグクライマックスシリーズでは、要員に余裕ができたため、久々に関西向けのヤクルト主催試合二重制作を実施した（2011年はMBSがネット受け、ABCは裏送り分を放送。2015年はレギュラーシーズンの担当曜日に合わせて振り分けを実施し、ABCは文化放送からネット受けする土・日のみ自社制作で対応）。2018年以降のTBSラジオのプロ野球中継撤退に伴うニッポン放送および文化放送とJRN各局の制作提携の一環として、2019年高校野球期間、2021年祝日デーゲーム、2022年平日ナイター等の『ヤクルト vs 阪神』において、文化放送制作によるABC向けの裏送りが行われ、2022年は金曜ナイターの同カードでMBS向けの裏送りも行われた。

- 中国放送（RCCラジオ、『Veryカープ!RCCナイター』『カープデーゲーム中継』）

JRN担当日の『ヤクルト vs 広島』は、ラインをNRNに切り替えて放送する。過去には『ヤクルト（またはNRN独占時代の大洋→横浜） vs 巨人』を火曜日にネットしたり、年度によっては土・日曜日の同カードの一部を文化放送からのNRNナイターネット受けとせず、ニッポン放送からの裏送り分のABCとの局間ネットで放送したこともある。
巨人主催ゲームがRF・JRN複占だった頃は、広島戦がない場合に出来るだけ巨人戦を放送するため、水・木・金曜日の広島戦第1予備カードや広島戦非開催時の本番カードをJRNの巨人主催ゲームとし、予備以降を本来のNRNナイターとしていた一方、月・火・土・日は逆にNRN（土・日曜はQR-NRN本線またはLF裏-ABCのいずれか）の『ヤクルト／大洋 vs 巨人』を広島戦第1予備または非開催時の本番とし、JRNナイターを予備カードとしていた。
NRNでの巨人主催ゲームの中継が復活した当初は、『巨人 vs 広島』に限りJRN・NRNの日数補償の関係でNRN担当日でもJRNにラインを切り替える場合があったが、2022年現在では通常通りのJRN・NRN枠組みで放送し、NRNがヤクルト主催ゲームを優先した場合でも、RCC向けにニッポン放送が裏送りしている。水・木曜に『阪神 vs 広島』・『オリックス vs 広島』がNRN全国ネット（MBS制作）となった場合でも、RCCではヤクルト戦などJRN・NRN間の日数補償が厳格だった時代の名残や、阪神主催ゲームをめぐる在阪局の過去の歴史的経緯から、同カードをABCからネット受けしているため、水・木曜のラインはJRNに切り替えられる（放送はしないが、広島ベンチのリポーターはRCCが派遣することがあった。広島戦以外はMBSからネット受け）。しかし、金曜日と2010年以降の土・日曜ナイターはABCがNRNの制作担当になるため、RCCもこれに合わせ通常通りNRNラインになる。
- クロスネット局の一部は、2001年の「マンデー・パ・リーグ」開始時に、文化放送制作のナイター中継をネットしたが、RCCは「マンデー・パ・リーグ」のネットに参加しなかったことや、1970年代から80年代初期まで広島が関与しない試合でも月曜JRNナイター（この場合在阪球団主催はMBS制作）をネット受けしていた名残などもあり、『ヤクルト vs 広島』（LF）・『阪神 vs 広島』・『オリックス vs 広島』（以上ABC）を除いて、JRNへラインを切り替える他（巨人・DeNA・西武・ロッテ主催はLF・QRの放送予定有無にかかわらずTBSが裏送り）、RCCの自社制作分も、自社エリアではJRN系列局（主にCBC・RKB・HBC）向けの中継を放送する（ただし土・日も含めて、JRN系列局が乗り込み自社制作を実施したり、野球中継を編成しなかった場合などのネット局対応によりNRN向けの中継を自社放送とする場合もあり、後者の場合報道素材としてはJRN・NRN共用とすることもある）。しかし、2006年交流戦では、『楽天 vs 広島』が月曜に順延となった際、TBCは月曜をNRNネットとしているため、それに合わせそのままRCCはTBCの中継をNRNネットで放送した（逆に月曜の『広島 vs 楽天』ではTBCがJRNネットで放送）。

- 南海放送（RNB、『ドリームナイター』）

2000年代から年2-3試合程度、松山市の坊っちゃんスタジアムにてヤクルト主催試合が実施されており、南海放送も勧進元として携わっている。そのため、全国放送のカードを差し替えて該当試合の中継を放送することもあり、開催日がJRN受けの曜日と重なった場合、ラインをNRNに切り替えて放送していた。
TBC同様に、土・日曜日に文化放送のメインカードではない場合は、ニッポン放送制作のものを放送する（2009年はLF-MBSラインと共用）。特に対戦相手地元局が乗り込みの自社制作としてニッポン放送の音源を使用しない場合には、事実上南海放送向けにニッポン放送が裏送り制作するという、非常に珍しい事例もある（2007年6月8日の対日本ハム戦、2013年5月10日の対阪神戦が該当）。文化放送は日曜日のナイター枠を廃止し、2013年以降日曜日のNRNナイターの定期ネット局はないが、名目上のメインカードは設定されており、それが松山開催の場合は文化放送からネットする（2014年8月24日の対DeNA戦が該当。この日は巨人対中日がデーゲームであったため東海ラジオもネット）。
巨人主催試合はNRN独占カードではないが、2000年代頃からJRNキー局のTBSラジオが高額な放送権料の問題から一部試合の中継を見合わせるようになったため、松山での巨人主催試合がJRN受けの曜日に開催され、かつJRNが該当試合の中継を見送った際に、ヤクルト主催試合同様にラインをNRNに切り替えて放送したことがある（2015年7月28日の対DeNA戦が該当。当日のJRNのメインカードは中日対阪神）。
2016年以降は松山開催の試合の放送は見送られており、2019年以降ナイター中継自体金曜日のみに縮小されている。

## 歴史
- 開局時、後楽園球場のラジオ優先放送権を獲得。これにNHKラジオ第1・ラジオ東京（現・TBSラジオ）が異議を唱え、放送権を巡る問題が生じる。
- 1959年5月、毎日放送、RKB毎日放送とネットを組み、毎週火曜と土曜にレギュラー番組として編成。
- 1960年4月から放送日が火曜と日曜（薄暮試合、17:00 - 18:55）に変更される。
- 1965年4月、放送日が火 - 木曜となる。
- 1965年5月、NRN発足に伴い、平日のNRNナイターのキー局となる。
- 1966年4月、番組名を「ニッポン放送ショウアップナイター」とする。
- 1969年4月、土・日曜日の放送を開始（ローカル。大阪地区はMBSの制作協力による。）

このころ、後楽園球場の巨人主催試合のときの1・3塁側に番組宣伝の横断幕が掲示されたことがあった（日テレジータス・ジャイアンツタイムマシーンの収録映像で確認）
- 1977年、巨人主催試合の放送権をラジオ関東（現：ラジオ日本）が独占したため、1978年シーズン以降ニッポン放送は中継不可能となる（ラジオ日本ジャイアンツナイターの項を参照。）
- 1978年、ヤクルトスワローズ・横浜大洋ホエールズ両球団の独占放送権を確保[144]。1979年シーズン以降、NRNナイターの看板カードとなる。
- 1992年7月、読売新聞社が93年シーズンより巨人主催試合のラジオ中継をオープンにすると発表。1993年より巨人主催試合の中継が可能となる[145]。
- 2002年、ベイスターズの筆頭株主が東京放送（TBS、現：TBSホールディングス）に変更されたため、ベイスターズ主催ゲームの独占放送権が消滅。ただし、以降も稀にベイスターズ戦の試合を放送することがある。現在は対巨人戦の数試合と巨人（ホーム・ビジター）やヤクルト（ホーム）の試合がない場合、ベイスターズ戦もしくは対戦球団の地元系列各局への裏送り時などに放送。
- 2009年7月7日〜15日、開局55周年を記念し、「ショウアップナイタークラシック」と銘打ち、1970年代当時の同中継BGMを使用しながら放送。開局記念日の15日には、元同局アナウンサーの深澤弘が13年ぶりとなるラジオでの野球実況を担当した。
- 2014年7月15日、開局60周年記念ナイターと銘打ち、江本孟紀と関根潤三のダブル解説で中継。CM明けのジングル、ホームラン・得点時のBGMは過去の音源が使用された。
- 2014年8月30日、同じく開局60周年記念として「ショウアップナイターレジェンドリレー実況」と銘打って、55周年と同じく70年代の中継BGMやジングルを使用した。実況は現役を代表して松本秀夫（1・2・3回／8回以降）、21年ぶりの深澤弘（4・5回）、42年ぶりの高嶋秀武（6・7回）がリレー形式で実況した。解説は江本。
- 2015年8月25日、ヤクルト対巨人戦（神宮）において、フジテレビの「野球道 〜挑戦〜」とコラボを行い[146]、当番組から山田、関根と特別ゲスト解説の野村克也、「野球道」からは田中大貴（CX）、江本、立浪和義とプレイヤーズゲスト解説の藤川球児（セミプロ・四国アイランドリーグplusの高知ファイティングドッグス）がそれぞれ参加した[147][148]。
- 2020年7月21日、当日に行われる6試合の中から中継カードをリスナーの投票で決める『みんなで決める!今日の中継カード』を実施。7月17日から20日に投票を行った結果、1位となったDeNA対ヤクルト（横浜）を放送した[149]。この企画はNRNとは無関係の関東ローカルでの実施のため、NRNナイターとしては中日対巨人（東海ラジオ制作）が配信された。
- 2023年7月15日、BSフジ「BSフジLIVE プロ野球2023」とのコラボ企画として、神宮球場で開催の「ヤクルト対巨人」の実況放送をBSフジの副音声で流す企画を行った[150]。
- 2024年7月6日〜7日、ニッポン放送開局70周年記念として、前年に引き続き、BSフジ「BSフジLIVE プロ野球2024」とのコラボ企画として、神宮球場で開催の「ヤクルト対巨人」の実況放送をBSフジの副音声で流す企画を行った[151]。なお、7日は同日実施の東京都知事選挙の開票速報番組放送のため、19:50 - 20:34まで、ニッポン放送では一時中断となり、その間はBSフジへの実質裏送りとなった。
- 2025年4月19日～20日、2023年・2024年に引き続き、BSフジ「BSフジLIVE プロ野球2025」とのコラボ企画として、神宮球場で開催の「ヤクルト対巨人」の実況放送をBSフジの副音声で流す企画を行った[152]。

## 特別番組
- ショウアップナイタースペシャル 一億人の徹底討論 プロ野球よ どこへ行く!

2004年9月18日は17:40-21:30、9月19日は17:30-21:30に放送された特別番組である。プロ野球のストライキに応じて急遽放送された。
出演者
- 森永卓郎（スケジュール関係で19日のみ）
- テリー伊藤
- 角盈男
- 金子達仁
- 川淵三郎
- 松本秀夫
- 上柳昌彦（ニッポン放送アナウンサー、18日のみ）

- 板東・アッコのプロ野球界芸能界横断ウルトラクイズ
- ショウアップナイタースペシャル やっぱり野球はおもしろい! デニー友利&ジョニー黒木が選ぶ2008年注目野球人ベスト10

2008年4月6日18:00-21:00に放送された特別番組である。プロ野球のナイトゲームがセ・リーグ、パ・リーグ共にない日のため、急遽放送された。
出演者
- デニー友利
- ジョニー黒木
- 進行 - 松本秀夫
- アシスタント - 新保友映

- ナイタースペシャル いよいよ開幕!プロ野球

2011年4月5日から4月8日に放送。東日本大震災の影響でプロ野球の開幕が4月12日に延期されたが、野球シーズンに伴う改編時期は予定通りとなるため、改編後の代替番組として放送。「野球を考える」「新戦力」「プロ野球が大好きです!」「あなたが聴きたい!プロ野球この"対決"」という日替わりのテーマを設定して送った。
原則としてNRNナイターネット局でも放送されたが、KBCは「KBCホークスナイタースペシャル・らぶチャンネル」、MBS（5 - 7日）は「MBSタイガースライブ 開幕直前スペシャル」、ABC（8日）は「ABCフレッシュアップベースボール 矢野燿大のどーんと来い!!」に差し替えられ放送されなかった。
- ショウアップナイタースペシャル I'm with U キミと、24時間ラジオ

2011年4月9日17:50-21:00に放送された特別番組。東北放送、東海ラジオ、RKBラジオでも放送された（本来RKBラジオはJRNナイター参加局）。
- ショウアップナイタースペシャル 2020 プロ野球徹底討論

2020年3月27日17:30 - 21:20に放送。（新型コロナウイルスの流行によりプロ野球開幕延期に伴う代替番組として放送）
※2020年度はプロ野球の開幕が6月19日まで遅れた影響で、4月10日 - 6月5日（ただし4月24日を除き）毎週金曜の当番組枠にて『フライデーナイタースペシャル』と題して放送された。
- ショウアップナイタースペシャル eBASEBALL プロリーグ eオールスター2020

2020年9月28日22:00 - 24:00に放送。
- ショウアップナイタースペシャル みんなのプロ野球 2020ベストシーン総集編

2020年11月29日18:50 - 20:00に放送。
- ありがとう『ミスター・ショウアップナイター』深澤弘さんを偲んで

2021年9月13日22:00 - 23:00に放送。

## 番組外作品とのかかわり

### ゲームソフト
過去に複数の野球ゲームソフトへ制作協力する形で、実況アナウンサーが声の出演をしたことがある。
- 超空間ナイタープロ野球キング2 - 1999年にイマジニアから発売されたNINTENDO 64専用ソフト。
  - 「制作協力：ニッポン放送ショウアップナイター」のクレジット入りで、松本秀夫が実況を担当。ゲーム中の実況でも試合開始時に同番組のタイトルコールを行う（ただし、BGMはゲームオリジナル）。
- アイラブベースボール プロ野球をこよなく愛する人たちへ - 2004年にサミーから発売されたPlayStation 2専用ソフト（現在版権はセガホールディングスが所有）。
  - ニッポン放送の制作協力により、胡口和雄が実況を担当。

1995年11月発売の『燃えろ!!プロ野球'95 DOUBLE HEADER』には、前年同局を退社した深澤弘が「ニッポン放送専属アナウンサー」のクレジット入りで実況担当した。解説者の平光清も「前セントラルリーグ審判部副部長」のクレジット入りで主審担当で声の出演をした。

### 映画
1983年 - 1984年に2作品公開された「プロ野球を10倍楽しく見る方法」シリーズ（解説者江本孟紀の著書シリーズが原作）には、深澤をはじめ、同番組の実況アナウンサーによる実況音源も流れた（中継か録りおろしかは不明）。2作目には同局も制作に名を連ね、深澤は監修を担当。江本本人も作中のアニメパートで本人役として声の出演を務めた。

### 書籍
- ニッポン放送ショウアップナイター 編『プロ野球名句ドラマ』扶桑社、2010年4月10日、ISBN 978-4-594-06153-1 - 日本プロ野球の名選手の名言・珍言を集めた語録集。
- 『ショウアップナイター50年 プロ野球感動名場面完全読本』ベースボール・マガジン社、2016年10月8日、ISBN 978-4-583-11069-1 - 心に残る名場面実況と、深澤弘による解説